# Права человека в СССР
Права человека в СССР — комплекс вопросов реализации прав человека (основных свобод и возможностей в экономической, социальной, политической и культурной сферах) в СССР. Большинство подобных вопросов регулировалось конституциями СССР (например, Конституцией СССР 1977 года), а также конституциями, уголовными и гражданскими кодексами союзных республик (например, Уголовным кодексом РСФСР и Гражданским кодексом РСФСР).
СССР подвергался критике со стороны стран Запада за нарушения прав человека, в том числе и закреплённых в подписанных Советским Союзом международных документах.

## Права человека
До середины XX века не существовало общепринятых прав, которые в равной степени распространялись бы на всех людей. В национальном законодательстве разных стран обычно оговариваются права для граждан этих стран, которые не распространяются на иностранцев. Среди собственных граждан равенства в правах также не было. Например, в США рабство, а в России крепостное право было отменено лишь во второй половине XIX в., а законы о расовой сегрегации в некоторых штатах существовали до 1960-х годов. До начала XX в. были лишены избирательных прав женщины.
Возможность формирования правовых норм, одинаковых для всех людей независимо от их гражданства, появилась с возникновением авторитетных международных органов (сначала Лига Наций, а затем Организация Объединённых Наций). Одним из важнейших документов, провозгласивших базовые права и свободы, которыми обладают все люди, стала Всеобщая декларация прав человека.

## Советская концепция прав человека
Советский Союз был создан на большей части территории бывшей Российской империи после тяжёлых и кровопролитных войн. Экономический и политический кризис во время Первой мировой войны вначале спровоцировал крушение многовековой монархии. В ходе последовавшей гражданской войны бывший правящий класс, поместное дворянство, был уничтожен, лишён прав или изгнан из страны, а новое политическое руководство, партия большевиков, специальным декретом уничтожило прежнее деление граждан на сословия и провозгласило своей социальной базой пролетариат и беднейшее крестьянство. В соответствии с Декретом об уничтожении сословий и другими законами основной целью нового государства было установление равноправия, как политического, так и экономического, преодоление социального и национального неравенства, недопущение эксплуатации человека человеком, то есть запрет не только рабства, но и использования наёмного труда в частных хозяйствах; создание для рабочих и крестьян, социально слабых слоёв общества возможностей для продвижения в элиту, к высшим статусным позициям в обществе.
В результате советская концепция прав человека сильно отличалась от концепции превалирующей на Западе, где частная собственность является основой экономики, а концепция естественных прав личности — западной политической системы. По мнению Дориан Ламбелет (Doriane Lambelet Coleman), согласно «западной правовой теории», «права человека, которые могут оказаться заявленными наперекор правительству, идут во благо именно человеку как частному лицу», советский же закон, по еe мнению, декларировал прямо противоположное. С точки зрения советских правоведов, главное отличие советской правовой системы от буржуазного права заключается в том, что она построена на базисе антиэксплуататорских отношений и призвана защищать интересы трудящихся.
Советское государство рассматривалось как источник и гарант прав человека, интересы государства рассматривались выше интересов отдельной личности. Поэтому, по мнению Дэвида Шимана (David A.Shimon), советский закон отклонил западные понятия естественного права («верховенства права»), основывающиеся на вере в то, что закон должен быть больше, чем просто инструментом политики. В СССР политические и гражданские права считались формальными и бессмысленными (правовой идеализм) без реализации основных «экономических прав», которые гарантирует государство и обеспечивает бесплатную медико-санитарную помощь и бесплатное право на образование вместо либерального права частной собственности. Наконец, каждый был обязан при необходимости пожертвовать своими личными правами и желаниями в пользу коллективных потребностей.
По мнению исследователей, в отличие от западных стран, законность в СССР выступала не как рамка, ограничивающая произвольные действия индивида или государства, а как средство достижения целей, которые ставит государство: законно и юридически обосновано всё, что способствует построению коммунистического общества, — что послужило причиной того, что, если в сфере социально-экономического законодательства (право на бесплатное образование и медицину, уравнение прав мужчин и женщин, право на труд) советское право оставалось мировым лидером до конца 70-80 гг., то в сфере реализации политических и личных прав граждан советское право не соответствовало декларируемым Западом международным стандартам.
Поиск нарушений западными странами социальных прав трудящихся (непризнанных Западом в качестве международного стандарта) был одним из направлений советской пропаганды, в то время как страны Запада активно продвигали тему нарушений политических и гражданских прав в СССР.
Де-юре граждане обладали широким спектром прав, в частности, Конституция СССР 1936 года и Конституция СССР 1977 года всем гражданам предоставляли равные права:
- всеобщее, равное и прямое избирательное право при тайном голосовании;
- право на труд и отдых, материальное обеспечение в старости и болезни,
- свобода совести, слова, печати, собраний и митингов.

Провозглашались неприкосновенность личности и тайна переписки.
Де-факто многие из этих деклараций не соблюдались. Например, цензура в СССР носила тотальный и идеологический характер, а переписка подвергалась массовой перлюстрации В СССР сложилось тоталитарное государство. Основные права и интересы граждан провозглашались лишь формально. По некоторым оценкам, было фактически сведено на нет действие законов.
В Конституции СССР 1977 года говорилось, что граждане СССР «обладают всей полнотой социально-экономических, политических и личных прав и свобод, провозглашённых и гарантируемых Конституцией СССР и советскими законами». Вместе с тем отмечалось, что «использование гражданами прав и свобод не должно наносить ущерб интересам общества и государства, правам других граждан» (ст. 39). Конституция провозглашала следующие права:
- право на труд (ст. 40). Под этим понималось искоренение безработицы и право на получение гарантированной работы с оплатой труда в соответствии с его количеством и качеством и не ниже установленного государством минимального размера, в соответствии с трудовым законодательством, — включая право на свободный выбор профессии, рода занятий и работы.
- право на отдых (ст. 41). Для рабочих и служащих устанавливалась рабочая неделя, не превышающая 41 часа. Предусматривались сокращённый рабочий день для ряда профессий и производств, сокращённая продолжительность работы в ночное время; предоставление ежегодных оплачиваемых отпусков, дней еженедельного отдыха, расширение сети культурно-просветительных и оздоровительных учреждений, развитие массового спорта, физической культуры и туризма.
- право на охрану здоровья (ст. 42). Данное право обеспечивалось бесплатной квалифицированной медицинской помощью, оказываемой государственными учреждениями здравоохранения; расширением сети учреждении для лечения и укрепления здоровья граждан; развитием и совершенствованием техники безопасности и производственной санитарии; проведением широких профилактических мероприятий; мерами по оздоровлению окружающей среды; особой заботой о здоровье подрастающего поколения, включая запрещение детского труда, не связанного с обучением и трудовым воспитанием.
- право на материальное обеспечение в старости, в случае болезни, полной или частичной утраты трудоспособности, а также потери кормильца (ст. 43). Это право обеспечивалось социальным страхованием рабочих, служащих и колхозников, пособиями по временной нетрудоспособности; выплатой за счёт государства и колхозов пенсий по возрасту, инвалидности и по случаю потери кормильца; трудоустройством граждан, частично утративших трудоспособность; заботой о престарелых гражданах и об инвалидах.
- право на жилище (ст. 44). Право обеспечивалось развитием и охраной государственного и общественного жилищного фонда, содействием кооперативному и индивидуальному жилищному строительству, распределением под общественным контролем жилой площади, предоставляемой по мере осуществления программы строительства благоустроенных жилищ, а также невысокой платой за квартиру и коммунальные услуги.
- право на образование (ст. 45). Право обеспечивалось бесплатностью всех видов образования, осуществлением всеобщего обязательного среднего образования молодёжи, широким развитием профессионально-технического, среднего специального и высшего образования на основе связи обучения с жизнью, с производством: развитием заочного и вечернего образования; предоставлением государственных стипендий и льгот учащимся и студентам; бесплатной выдачей школьных учебников; возможностью обучения в школе на родном языке; созданием условий для самообразования, государственной гарантией трудоустройства по специальности выпускников средне специальных и высших учебных заведений.
- право на пользование достижениями культуры (ст. 46). Право обеспечивалось общедоступностью ценностей отечественной и мировой культуры, находящихся в государственных и общественных фондах: развитием и равномерным размещением культурно-просветительных учреждений на территории страны; развитием телевидения и радио, книгоиздательского дела и периодической печати, сети бесплатных библиотек; расширением культурного обмена с зарубежными государствами.
- право участвовать в управлении государственными и общественными делами, в обсуждении и принятии законов и решений общегосударственного и местного значения (ст. 48). Право обеспечивалось возможностью избирать и быть избранными в Советы народных депутатов и другие выборные государственные органы, принимать участие во всенародных обсуждениях и голосованиях, в народном контроле, в работе государственных органов, общественных организаций и органов общественной самодеятельности, в собраниях трудовых коллективов и по месту жительства; советская социальная система обладала широкими возможностями по продвижению выходцев из семей рабочих и крестьян — в элиту страны: политическую, военную, научную и культурную, что давало им реальные возможности управления страной.
- право вносить в государственные органы и общественные организации предложения об улучшении их деятельности, критиковать недостатки в работе (ст. 49).
- право объединяться в общественные организации (ст. 51). В Конституции оговаривалось, что данное право закрепляется «в соответствии с целями коммунистического строительства».
- право исповедовать любую религию или не исповедовать никакой, отправлять религиозные культы или вести атеистическую пропаганду (ст. 52).
- право на судебную защиту от посягательств на честь и достоинство, жизнь и здоровье, на личную свободу и имущество (ст. 57).

Конституция также провозглашала защиту семьи: создание и развитие широкой сети детских учреждений, организация службы быта и общественного питания, выплата пособий по случаю бракосочетания и рождения ребёнка, предоставление пособий и льгот многодетным семьям, а такие других видов пособий и помощи семье (ст. 58).
Конституцией гарантировалась неприкосновенность личности (арест не мог проводиться иначе как на основании судебного решения или с санкции прокурора) и неприкосновенность жилища (никто не имел права без законного основания войти в жилище против воли проживающих в нём лиц).
В 1990 году были приняты значительные поправки в Конституцию 1977 года, в частности, накануне его распада в Советском Союзе была введена многопартийная политическая система.
Некоторые исследователи, среди которых литературный критик Алла Латынина, доктор филологических наук Геннадий Жирков и доктор педагогических наук Арлен Блюм, отмечают, что де-факто тоталитарный характер советской системы и наличие репрессивных и цензурных органов по контролю со стороны коммунистической партии в значительной степени противоречили соблюдению конституционных прав граждан.

## Советская правовая система

### Период становления
До 1936 г. сложившийся в Советском Союзе режим диктатуры пролетариата конституционно не гарантировал всей полноты личных прав и свобод, о которых впервые упоминает Конституция СССР 1936 года, в то же время Конституция РСФСР 1918 года гарантировала трудящимся равные права, независимо от национальной или расовой принадлежности, свободу собраний (Глава 5, пункт 15), свободу совести (Глава 5, пункт 13), право на образование (Глава 5, пункт 17), свободу выражения мнений (Глава 5, пункт 14), свободу союзов (Глава 5, пункт 16), право избирать и быть избранным независимо от своего пола и национальности (Глава 13, пункт 64); эксплуататорские классы данными правами не обладали.
По мнению американского историка и политика Ричарда Пайпса, советская правовая система рассматривала закон и суды как политический инструмент и советским спецслужбам было дано право осуществлять внесудебные казни. Власть, согласно Р. Пайпсу, отменила «западную систему» верховенства закона, гражданских свобод, защиты и гарантий прав собственности. В своей книге Ричард Пайпс указывает на то, что Владимир Ленин в период Гражданской войны в России писал: «Суд должен не устранить террор;… а обосновать и узаконить его принципиально».
Так, желание получить прибыль за счёт разницы между ценами покупки и продажи могло быть истолковано, в период становления Советской власти и гражданской войны как спекуляция и контрреволюционная деятельность, карающаяся смертной казнью. Раскулачивание было проведено в соответствии с положениями советского Гражданского кодекса.
По мере перехода к мирному строительству и нэпу В.Ленин выдвинул требование большей революционной законности: «Понятно, что в обстановке военного наступления, когда хватали за горло Советскую власть, если бы тогда эту задачу поставили, мы были бы педантами, но чем дальше идёт развитие торгового оборота, мы твёрдым лозунгом поставим осуществление большей революционной законности и ограничим сферу учреждения, которое являлось ответным ударом на всякий удар заговорщиков» С окончанием гражданской войны, ВЧК как практически бесконтрольная организация по борьбе с контрреволюцией была упразднена (6 февраля 1922 г.), её функции переданы ГПУ, в значительно большей степени существующей в рамках определённых юридических процедур и ограничений.
На заре Советской власти и в первые послереволюционные годы некоторые советские юристы (И.Ильинский; Гойхбарг, А. Г.; Рейснер, М. А.) выражали настроения правового нигилизма к нормам права как к явлению временному, постепенно отмирающему по мере развития социализма, построенному на основе революционной сознательности. В публицистике Евгении Альбац и Ш.Фицпатрик (Sheila Pitzpatrick) утверждается, что в годы Гражданской войны, отвечая на международную интервенцию и оккупацию, Мартын Лацис, руководитель украинского ВЧК СНК РСФСР, так объяснял военную ситуацию:
Не ищите доказательств вины тех, кто встал против Советской власти с оружием или словом. Вместо этого, спросите его, к какому классу он принадлежит, каково его происхождение, его образование, его профессия. Вот те вопросы, которые будут определять судьбу обвиняемого. Вот смысл и суть Красного террора.
Ричард Пайпс считает, что целью публичных процессов была «не демонстрация наличия или отсутствия преступления, а пропагандистская функция, с целью обучения граждан». Адвокаты, которые должны были быть членами партии, занимали обвинительную позицию, что считалось нормой.
В СССР, во время Гражданской войны и в период сталинских репрессий применялся принцип «коллективной ответственности» (принцип объективного вменения), то есть ответственности членов некоей группы за действия, совершаемые любым членом этой группы без учёта факта виновности конкретного лица. К применению принципа коллективной ответственности относятся репрессии против представителей социальных или национальных групп (по признаку принадлежности к группе), членов семьи «врагов народа» и др. Советский писатель Илья Эренбург в романе «День второй» писал о репрессиях против кулаков:

Каждый из них не был ни в чём повинен. Но они были людьми того класса, который был виновен во всём.

В 1920-х годах в СССР была предпринята попытка создания новой, «социальной» политико-правовой концепции теории уголовного права, отличительной особенностью которого была попытка отказа от понятия «наказания» в пользу «меры социальной защиты». Это понятие было введено уже в УК РСФСР 1922 года. Полный отказ от понятия кары был введён в «Основных началах уголовного законодательства 1924 г.», и зафиксирован изменениями в УК РСФСР 1926 года. В «Основных началах» указывалось, что меры социальной защиты «не должны иметь целью причинение физического страдания и унижение человеческого достоинства», их целью должно было быть «а) предупреждения преступлений; б) лишения общественно-опасных элементов возможности совершать новые преступления; в) исправительно-трудового воздействия на осуждённых». Расстрел провозглашался особой мерой социальной защиты, допускаемой лишь временно до отмены, требующей особого регулирования и недопустимой для несовершеннолетних до 18 лет или беременных. В то же время, по замечанию А. В. Бриллиантова, применение мер социальной защиты не было достаточно дифференцировано законодателем, и решение многих вопросов отдавалось на усмотрение суда.
После смерти Сталина, в результате «либерализации» уголовного законодательства и в соответствии с «Основами уголовного законодательства Союза ССР и союзных республик» (1958 г.) принцип коллективной ответственности был отменён. Кроме этого, в новом УК был закреплён отказ от понятия социальной защиты, сходного с идеями позитивной криминологии Энрико Ферри, в пользу понятия кары, принятого в классической школе уголовного права.
В докладе «О личных и имущественных правах граждан РСФСР», подготовленном к международной Генуэзской конференции в 1922 г. было заявлено, что в условиях рассеивающейся государственности, массовом голоде, эпидемиях, разрухе в результате недавно закончившейся гражданской войны, революционная власть усмотрела свою историческую задачу не в утверждении прав личности, а в спасении погибающего государства, принеся интересы личности всецело в жертву интересам целого. Революционная власть отвергла демократию как метод управления и ввела режим суровой военной диктатуры, этому верховному долгу спасения революции и государства была всецело подчинена и хозяйственная политика революционной советской власти.
Вместе с тем, как утверждает Ф.Рудинский, несмотря на то, что многие чрезвычайные меры, особенно в социально-экономической сфере диктовались разорительными последствиями первой мировой войны и условиями революции, трудно оправдать широкое применение насилия там, где в этом не было необходимости.

## Особенности советской правовой системы
Исследователями выделяются следующие отличительные черты советской правовой системы:
1) идеологичность: господствующая идеология марксизма-ленинизма базировалась и защищалась всем арсеналом юридических средств по аналогии с бывшей Российской империей, где господствующая идеология базировалась на православной религии и также защищалась всеми правовыми средствами. В советской правовой системе идеологизация находила своё выражение в классовом, а не юридическом как в романо-германской или англо-американской правовых семьях, подходе к субъекту права.
В организационном плане идеологизация правовой системы отражалась в руководстве КПСС юридической практикой — правотворчеством, правоприменением, юридическим образованием и кадровым юридическим корпусом.
2) Правовая система СССР основывалась на общественной собственности на средства производства, запрете частной собственности в контексте использования наёмного труда, примате интересов государства над интересами личности, отрицании понятия частного права.
3) Динамичность: за годы Советской власти правовой режим сменялся не менее семи раз — интервенция и гражданская война, нэп, сталинизм, Великая Отечественная война, «оттепель», «застой», «перестройка», что каждый раз приводило к значительным изменениям в правовой системе в рамках общего вектора на демократизацию и либерализацию советской правовой системы.
4) Федерализм: поскольку союзные республики признавались суверенными субъектами советской федерации, в СССР формально насчитывалось 16 (15+1) правовых систем, основанных на дуализме союзных и местных правовых норм. Диктат союзного законодательства и крайняя степень унификации республиканских правовых норм достигли пика в сталинский период, затем эта тенденция ослабла, хотя подлинного федерализма советское право за свою историю не достигло.

## Эволюция советской правовой системы
По мнению исследователей (Саидов А. Х., Сравнительное правоведение) развитие советской правовой системы выражалось в постепенном усовершенствовании составлявших её правовых средств, поэтапное реформирование советской правовой системы в духе гуманистических и общедемократических начал повлекло кризис системообразующей основы советской правовой системы: социалистической государственной идеологии и, как следствие, распад и деградацию советской правовой системы в целом.
По оценкам исследователей, советская правовая система в своём развитии прошла несколько этапов:
1. 1917—1930-е годы. Характеризуется сломом старой правовой системы и правовых учреждений, революционным творчеством и произволом, а, с другой стороны, — стремлением построить новую правовую систему (принята Конституция РСФСР 1918 года; кодифицированы основные отрасли права — гражданское, уголовное, земельное, процессуальное, трудовое).
2. Начало 1930-х — середина 1950-х годов — в стране действовал тоталитарный режим с практически полным уничтожением истинно правовых реалий, несмотря на массовое принятие различных законодательных актов.
3. Середина 1950-х — конец 1980-х годов — эпоха либерализации, привёдшая к смене общественно- экономической формации, смене всех ценностных ориентиров и распаду СССР. Данная эпоха характеризовалась значительными технико-юридическими достижениями в законодательной системе (кодифицированы все основные отрасли права — уголовное, гражданское, процессуальное, семейное, трудовое; приняты Конституция СССР 1977 года, конституции союзных республик, в том числе Конституция РСФСР 1978 года)
4. Перестройка, конец 1980-х годов: «война законов», «парад суверенитетов», острые противоречия между органами законодательной и исполнительной власти, рост преступности, коррумпированности государственного аппарата, нарушения прав целых слоёв и групп населения и т. д.[36]

## Общее равенство

### Равенство в правах и свободах
Сословная структура Российской империи ограничивала права представителей низших сословий (за редкими исключениями) на занятие высших статусных позиций в обществе. Сословное неравенство было юридически отменено 10 (23) ноября 1917 г. принятием Декрета об уничтожении сословий и гражданских чинов. Тогда же были отменены все виды этнического и конфессионального неравенства, юридически установлено равенство полов.
Декларация юридического равенства в сфере культурно-этнических, конфессиональных и социальных отношений была подкреплена большевиками рядом практических шагов: 1) политика в сфере образования, направленная на уничтожение сословных привилегий и установление равного доступа к образованию для всех социальных групп, за исключением бывших эксплуататорских классов, которые права на образование не имели, при этом преимущественным правом на образование обладали рабочие и представители беднейшего крестьянства. 2)Политика в сфере занятости и реформа в сфере оплаты труда: гарантия всеобщей занятости, а также универсальное требование участия в общественно полезном труде под угрозой уголовного преследования (тунеядство) способствовало, по мнению большевиков, предотвращению формирования в СССР праздных сословий, существующих за счёт эксплуатации наёмного труда. Реформа в сфере оплаты труда, направленная на преодоление социальных разрывов и глубоких имущественных различий в социальной структуре российского общества, значительно ограничивала разрыв в оплате труда высших и низших социальных групп, гарантировала общий для всех слоёв российского общества социальный стандарт: право на отпуск, восьмичасовой рабочий день, нормальные условия труда, социальное обеспечение по старости и утрате трудоспособности, гарантированный минимум в оплате труда (госминимум и партмаксимум), право на бесплатное медицинское обслуживание и льготное санаторное лечение. 3) Всемерное поощрение продвижения по социальной лестнице (Позитивная дискриминация) выходцев из бедных семей, представителей рабочего класса и беднейшего крестьянства в советский государственный аппарат, научную, культурную, военную и политическую элиту советского общества..
По мнению исследователей, юридическое равноправие мужчин и женщин было закреплено уже в первой советской Конституции РСФСР 1918 года, женщины впервые стали занимать высшие посты во властной иерархии (нарком по делам призрения А.Коллонтай), согласно Декрету «О гражданском браке, о детях и о ведении книг актов состояния» (08.12.1917) муж и жена полностью уравнивались в правах на выбор места жительства и фамилии, были уравнены права законнорождённых и незаконнорождённых детей; раньше, чем где-либо в Европе, в Советской России в 1920 году было зафиксировано право женщины на аборт (урегулированы репродуктивные права женщин), право на установление отцовства в судебном порядке, упрощалась процедура развода, под защитой закона оказывались беременные и кормящие матери, которым было дано право на оплачиваемый отпуск, в практике судов домашний труд женщин всё чаще приравнивался к труду мужчин по добыванию средств существования.
До принятия Конституции РСФСР 1937 года часть населения СССР (в основном торговцы, кулаки, служители религиозных культов и выходцы из политической элиты Российской империи) была лишена избирательных прав по социальным признакам. Эта мера во многом была зеркальной избирательным законам Российской империи, существенно ограничивавшим права податных сословий — крестьян и рабочих. До 1 января 1961 года действовал [[s:Уголовный Кодекс РСФСР редакции 1926/Редакция 11.01.1956#Раздел четвёртый О мерах социальной защиты[1], применяемых по Уголовному кодексу в отношении лиц, совершивших преступление|п. «д» ст. 20]] Уголовного кодекса РСФСР 1926 года и аналогичные статьи УК союзных республик, устанавливавшие, что поражение политических и отдельных гражданских прав может применяться судами как мера социальной защиты.

## Личные права и свободы

### Право на жизнь, свободу и на личную неприкосновенность
Текст Конституции СССР ни в редакции 1936, ни в редакции 1977 г. не включал в себя отдельной статьи, гарантирующей право на жизнь.
В обоих редакциях имелись статьи, гарантирующие личную неприкосновенность. Это статья 127 конституции 1936 года и статья 54 конституции 1977 года.
Право на свободу напрямую также не указывается.
Смертная казнь до 1945 года (особенно в период «большого террора» 1937-38 годов) массово применялась во внесудебном порядке.
В 1973 году СССР ратифицировал Международный пакт о гражданских и политических правах, включающий в себя право на жизнь, на свободу и на личную неприкосновенность.

### Запрет рабства и работорговли во всех их видах

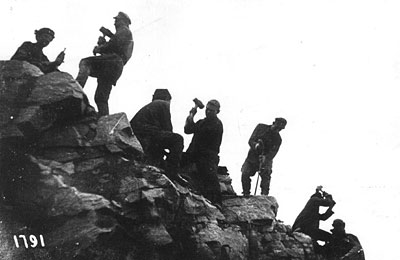
Заключённые на строительстве Беломорканала

Рабство в СССР было запрещено. Принудительный труд и работорговля преследовались в уголовном порядке.
По мнению некоторых исследователей, признаками рабства обладало применение принудительного труда заключённых, который рассматривался как основной фактор перевоспитания заключённых и активно использовался в системе ГУЛаг. 15 апреля 1919 года в РСФСР вышел декрет «О лагерях принудительных работ». 3 августа 1933 года постановлением СНК СССР утверждается Исправительно-Трудовой Кодекс РСФСР, регламентировавший различные аспекты функционирования ИТЛ. В частности, кодексом прямо предписывается организация в местах лишения свободы производственных участков. Труд заключённых широко использовался при строительстве ряда промышленных объектов, в том числе Беломорканал.
Согласно официальным данным, всего за время строительства только данного объекта (1931—1933 г.) в БелБалтЛаге умерло 10 936 заключённых, в том числе 2066 чел. в 1932 г. и 8870 чел. в голодном 1933 году.
Начиная с 1930 года и вплоть до смерти Сталина в СССР действовала система тюрем для научно-технических работников — «шарашек». Фактически, это был комплекс секретных НИИ и КБ, подчинённых НКВД/МВД СССР, в которых работали заключённые инженеры.

### Запрет пыток или жестокого, бесчеловечного или унижающего достоинство обращения и наказания
В «Основных началах уголовного законодательства 1924 г.» указывалось, что меры «социальной защиты», как в те годы в законодательстве назывались меры профилактики и пресечения правонарушений, «не должны иметь целью причинение физического страдания и унижение человеческого достоинства». Этот принцип был зафиксирован изменениями в УК РСФСР 1926 года. Тем не менее, этот подход не сохранился в последующие годы.
Существует множество свидетельств, фактов и документов о применении пыток в СССР. В частности, 8 февраля 1956 года, созданная Президиумом ЦК ВПК(б) «комиссия Поспелова» предоставила доклад о репрессиях в СССР, которому была приложена телеграмма Сталина от 10 января 1939 года, подтверждавшая установленную ЦК ВКП(б) практику «применения физического воздействия» (то есть пыток) при допросах.
Существуют документы с личными резолюциями Сталина, в которых он приказывает пытать арестованных. 13 сентября 1937 года в письменном указании Ежову Сталин требует: «Избить Уншлихта за то, что он не выдал агентов Польши по областям (Оренбург, Новосибирск и т. п.)», 2 сентября 1938 года на сообщении Ежова о «вредительстве в резиновой промышленности» Сталин оставляет пометку: «NB. Вальтер (немец)» и «NB. (избить Вальтера)». Заместитель министра внутренних дел Сергей Гоглидзе и Никита Хрущёв рассказывали, что Сталин в 1952 году требовал заковать арестованных в кандалы и «лупить нещадно». Министр госбезопасности Семён Игнатьев докладывал Сталину о применении к арестованным «мер физического воздействия».
Во времена хрущёвской «оттепели» советская прокуратура осуществила проверку ряда политических процессов и групповых судебных дел. Во всех случаях проверка вскрыла грубую фальсификацию, когда «признательные показания» были получены под пытками. Специальная комиссия ЦК КПСС под руководством секретаря ЦК П. Н. Поспелова выявила «факты незаконных репрессий, фальсификации следственных дел, применения пыток и истязаний заключённых». Например, в ходе допросов кандидата в члены Политбюро Р. Эйхе ему был сломан позвоночник., а маршал В. Блюхер скончался в Лефортовской тюрьме от последствий побоев.
Согласно записке комиссии Президиума ЦК КПСС в президиум ЦК КПСС о результатах работы по расследованию причин репрессий («Комиссия Шверника»), арестованные, которые старались доказать свою невиновность и не давали требуемых показаний, как правило, подвергались мучительным пыткам и истязаниям. К ним применялись так называемые «стойки», «конвейерные допросы», заключение в карцер, содержание в специально оборудованных сырых, холодных или очень жарких помещениях, лишение сна, пищи, воды, избиения и различного рода пытки. В записке приводится выдержка из письма заместителя командующего Забайкальским военным округом комкора Лисовского: «…Били жестоко, со злобой. Десять суток не дали минуты сна, не прекращая истязаний. После этого послали в карцер… По 7-8 часов держали на коленях с поднятыми вверх руками или сгибали головой под стол и в таком положении я стоял также по 7-8 часов. Кожа на коленях вся слезла, и я стоял на живом мясе. Эти пытки сопровождались ударами по голове, спине».
В докладе комиссии П. Н. Поспелова, подготовленной в результате интенсивной работы большой группы сотрудников ЦК КПСС, Генеральной прокуратуры и КГБ СССР были приведены документы, свидетельствующие о том, что пытки и истязания заключённых были санкционированы лично Сталиным. Комиссия сделала вывод:

Таким образом, самые позорные нарушения социалистической законности, самые зверские пытки, приводившие, как это было показано выше, к массовым оговорам невинных людей, дважды были санкционированы И. В. Сталиным от имени ЦК ВКП(б). В полувековой истории нашей партии были страницы тяжёлых испытаний, но не было более тяжёлой и горькой страницы, чем массовые репрессии 1937—1938 годов, которые нельзя ничем оправдать.
В апреле 1985 года объявивший голодовку академик Андрей Сахаров был неоднократно подвергнут насильственному кормлению. Этот метод применялся также к другим диссидентам, в частности в сентябре 1986 года — к Анатолию Марченко. То, как именно осуществлялось это кормление, оценивалось Сахаровым, Марченко и другими диссидентами как пытки, а не как спасение от смерти.

### Запрет на произвольный арест, задержание или изгнание
Во время правления И. В. Сталина в СССР был проведён ряд произвольных депортаций по этническому принципу. Эти репрессии связывались первоначально с подготовкой к предполагаемой войне с Германией и Японией, позднее — с самой войной.
14 ноября 1989 года Декларацией Верховного Совета СССР были реабилитированы все репрессированные народы, в том числе чеченский и ингушский, признаны незаконными и преступными репрессивные акты против них на государственном уровне в виде политики клеветы, геноцида, насильственного переселения, упразднения национально-государственных образований, установления режима террора и насилия в местах спецпоселений.
В 1991 году был принят закон о реабилитации репрессированных народов.
Спустя 15 лет после признания в СССР, в феврале 2004 года Европарламент также признал факт депортации чеченцев и ингушей в 1944 году актом геноцида.
Также при Сталине, практиковались произвольные массовые репрессии по лимитам, установленным для каждого региона Советского Союза по двум категориям
1. «наиболее враждебные элементы» подлежали немедленному аресту и, по рассмотрении их дел на тройках — расстрелу.
2. «менее активные, но всё же враждебные элементы» подлежали аресту и заключению в лагеря или тюрьмы на срок от 8 до 10 лет.

### Право считаться невиновным до тех пор, пока виновность не будет установлена судом
Приказом НКВД СССР № 00447 от 30 июля 1937 года, подписанного Ежовым и одобренным Политбюро ЦК КПСС, приказывалось выносить приговоры внесудебным органом — Особой тройкой НКВД
Решением Политбюро ЦК ВКП(б) № П65/116 от 17 ноября 1938 года судебные тройки, созданные в порядке особых приказов НКВД СССР, а также тройки при областных, краевых и республиканских Управлениях РК милиции были ликвидированы. Дела передавались на рассмотрение судов или Особого Совещания при НКВД СССР.
Всего за время существования Особым Совещанием было осуждено 442 531 человек, в том числе к высшей мере наказания 10 101 человек, к лишению свободы 360 921 человек, к ссылке и высылке (в пределах страны) 67 539 человек и к другим мерам наказания (зачёт времени нахождения под стражей, высылка за границу, принудительное лечение) 3970 человек.
Из-за огромного потока дел (в последние годы за один день иногда рассматривалось более 1000 дел на одном заседании) говорить о какой-то объективности рассмотрения дел не приходится. Разбирательство на основании только материалов дела приводило к игнорированию любых доказательств, которые говорили бы в пользу обвиняемого — их просто не вносили в дела. Внесудебный порядок рассмотрения не требовал от работников следствия (которые заведомо знали, как будет разбираться дело) действительно глубокого и всестороннего исследования дела, поиска действительных доказательств. Вместо этого следствие пыталось любым способом добыть любые, даже самые сомнительные, свидетельства виновности. В результате приговоры выносились без достаточных юридических оснований.

## Личная жизнь

### Запрет произвольного вмешательства в личную жизнь. Неприкосновенность жилища. Тайна переписки

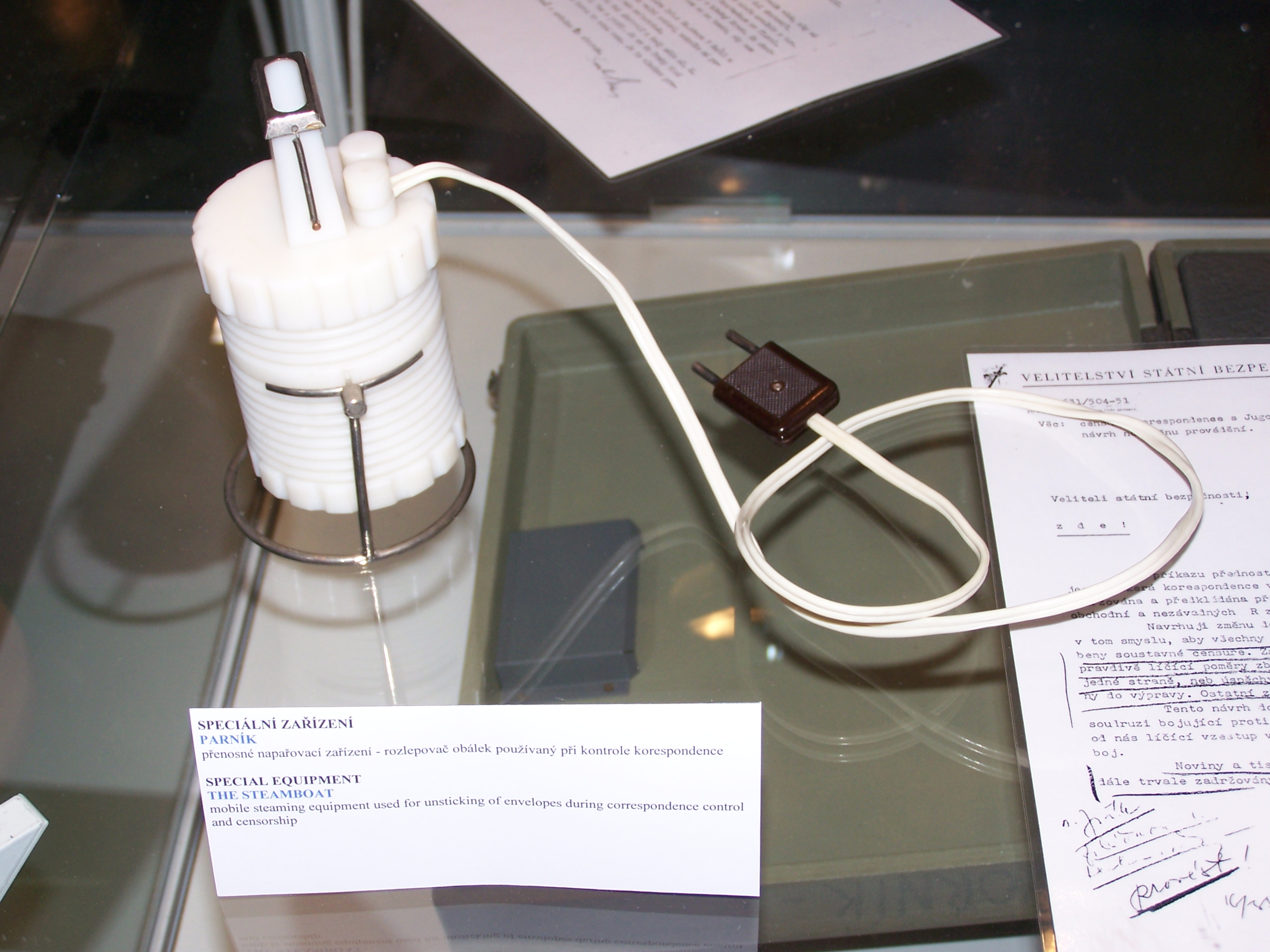
Паровое
устройство для вскрывания конвертов (пр-во
Чехословакии).

Де-юре Конституция СССР 1936 года и Конституция СССР 1977 года провозглашали неприкосновенность личности и тайну переписки.
Де-факто, переписка подвергалась массовой перлюстрации.
Отдел политконтроля ГПУ, образованный 21 декабря 1921 года, занимался перлюстрацией почтово-телеграфной корреспонденции. Уже осенью 1922 года политконтроль корреспонденции проводился в почтовых учреждениях в 120 городах РСФСР.
Запрещалась перлюстрация корреспонденции ведущих партийных и государственных деятелей, органов печати и дипломатической почты.
За один лишь август 1922 года работники политконтроля проверили 135 000 из 300 000 поступивших в РСФСР из-за границы почтовых отправлений и отцензурировали все 285 000 писем, отправленных из РСФСР за границу.

### Дискриминация сексуальных меньшинств
С установлением Советской власти в рамках отмены действия законодательства Российской империи гомосексуальные отношения были декриминализованы (кроме некоторых южных республик). Большевистское руководство считало, что у геев должна быть свобода личной жизни. В связи с этим СССР даже ставился образцом равноправия на Всемирном конгрессе Лиги сексуальных реформ в 1928 году.
Однако 13 декабря 1933 году постановлением ВЦИК однополые контакты между мужчинами снова были признаны уголовным преступлением
По подсчётам историка Дана Хили общее число людей, пострадавших по этому закону, может достигать 250.000. За пятьдесят лет существования статьи число судимостей могло составить 60.000. Среди известных личностей, осуждённых по данной статье, были Нарком Внутренних дел СССР Ежов, Николай Иванович, Клейн, Лев Самуилович, Параджанов, Сергей Иосифович, Штаркман, Наум Львович, Корогодский, Зиновий Яковлевич, Трифонов, Геннадий Николаевич и другие.

### Право на свободу передвижения и выбора места проживания
Каждый человек имеет право свободно передвигаться и выбирать себе местожительство в пределах каждого государства, покидать любую страну, включая свою собственную, и возвращаться в свою страну.— Всеобщая декларация прав человека
В 1918 году прежняя паспортная система Российской империи была ликвидирована. Утверждалась легитимационная система: удостоверением личности признавался любой официально выданный документ — от справки волисполкома до профсоюзного билета. Законом от 24 января 1922 г. всем гражданам Советской России было предоставлено право свободного передвижения по всей территории РСФСР, декретом ВЦИК от 20 июля 1923 г. «Об удостоверении личности» паспортная система была отменена: было запрещено требовать от граждан РСФСР обязательного предъявления паспортов и иных видов на жительство, граждане в случае необходимости могли получить удостоверение личности, но это было их правом, а не обязанностью.. Она соответствовала имеющейся в странах Запада, в том числе США, с конца XIX века, системе, где обладание удостоверением личности является не обязанностью, а правом, которое становится также обязанностью при выезде гражданина за границу, но регистрация по месту жительства (в большинстве западных стран без формальных ограничений; косвенные ограничения: различный уровень налогов) обязательна для получения пособий, оформления медицинской страховки и т. д..
В 1930-х годах паспортная система Советского Союза была пересмотрена. Теперь она ограничивала миграцию граждан через «прописку» (разрешение на проживание) и использование наряду с заграничными внутренних паспортов, которые вводились, начиная с 27 декабря 1932 года, когда постановлением ЦИК и СНК СССР паспорта ввели в городах, посёлках городского типа, райцентрах, а также в Московской области, в ряде районов Ленинградской области и местностях близ Харькова, Киева, Одессы, Минска, Ростова-на-Дону, Владивостока. Паспорта не выдавались военнослужащим, инвалидам и жителям сельской местности. В паспортах содержались сведения о дате рождения, национальности, социальном положении, отношении к военной службе, семейном положении, прописке. Уехать в город и жить там без паспорта крестьяне, в соответствии с паспортной системой 1932 года, не могли: согласно п.11 постановления о паспортах «беспаспортные» в городах подвергались штрафу до 100 рублей и «удалению распоряжением органов милиции». Повторное нарушение влекло за собой уголовную ответственность. Введённая 1 июля 1934 года в УК РСФСР (редакции 1926 года) статья 192а предусматривала за это лишение свободы на срок до двух лет.
Паспорта выдавались только жителям городов, рабочих посёлков, совхозов и новостроек. Колхозники были лишены паспортов. Это обстоятельство ставило их в положение, когда они были привязаны к своему колхозу. Уйти из колхоза можно было заключив брак с городским жителем или став государственным служащим, нанявшись на стройку через организованный набор или с помощью распределения не в колхоз после учёбы.
В 1960-е годы, в правление Н. С. Хрущёва, началась выдача паспортов колхозникам. 28 августа 1974 года Совмин СССР утвердил Положение о паспортной системе: паспорт стал бессрочным Однако ограничения на право проживания сохранялись. Например, бывшим заключённым, осуждённым по определённым статьям, запрещалось селиться в столице, их высылали «за 101-й километр».
В 1931 году в новую Инструкцию о въезде и выезде из пределов СССР была введена следующая норма: «Разрешения на выезд за границу, для поездок по частным делам советским гражданам выдаются в исключительных случаях». В 1950-е годы правила выезда были несколько упрощены, но всё равно выезд за рубеж на время или на постоянное место жительства не допускался без выездной визы (специальное разрешение на выезд за границу СССР, требовавшееся в то время наряду с разрешением на въезд от иностранного государства, то есть въездной визой). Люди, которым разрешались поездки за рубеж, именовались «выездными». Люди, которым не позволили эмигрировать за рубеж, именовались «отказниками». Бегство за границу без разрешения властей или отказ от возвращения из-за границы входили в число преступлений, которые приравнивались к государственной измене, и предусматривали, согласно статье 64 советского уголовного кодекса, 10—15 лет тюрьмы с конфискацией или смертную казнь с конфискацией имущества.
С середины 1950-х и в течение 1960-х годов стали существенно расширяться международные связи СССР в области экономики, культуры, науки и туризма. C Болгарией, Венгрией, ГДР, Чехословакией, Польшей, Монголией, Румынией, КНДР и другими дружескими странами были заключены соглашения о взаимных безвизовых поездках граждан, в том числе по частным делам (то есть въездная виза от правительственных органов этих стран не требовалась). Был издан ряд постановлений Совета Министров СССР и ведомственных инструкций, регулировавших вопросы выезда и въезда. 19 июня 1959 года Совет Министров СССР утвердил Положение о въезде в СССР и выезде из СССР. Вновь введённое Положение в целом сохранило ранее действовавший порядок въезда и выезда, но было дополнено полным перечнем лиц, которым выдавались дипломатические и служебные паспорта, а также разрешался въезд и выезд не только по заграничным паспортам, но и по документам, их заменяющим (удостоверениям и внутренним паспортам). В последующий период для зарубежных поездок в дружеские страны по служебным и частным делам вводились специальные удостоверения (серии «АБ» и «НЖ»), разрешались безвизовые поездки по внутренним паспортам СССР со специальным вкладышем.

### Право искать убежища от преследования в других странах
Статья 129 Конституции 1936 года гласила: «СССР предоставляет право убежища иностранным гражданам, преследуемым за защиту интересов трудящихся, или научную деятельность, или национально-освободительную борьбу.» Право получения политического убежища в СССР сохранила Статья 38 Конституции 1977 года: «СССР предоставляет право убежища иностранцам, преследуемым за защиту интересов трудящихся и дела мира, за участие в революционном и национально-освободительном движении, за прогрессивную общественно-политическую, научную или иную творческую деятельность».
Одним из наиболее известных иностранцев, получивших политическое убежище в СССР, был Георгий Димитров.

### Право на гражданство
Многие известные писатели, учёные, актёры, художники и другие представители интеллигенции были лишены советского гражданства, преимущественно за проявление инакомыслия в своём творчестве.
Известные люди, лишённые гражданства СССР:
- Александр Солженицын (писатель). Был лишён гражданства в феврале 1974 года Указом Президиума Верховного Совета СССР.
- Супруги Галина Вишневская (певица) и Мстислав Ростропович (виолончелист, дирижёр). Лишены гражданства в 1978 году.
- Александр Зиновьев (писатель, философ). Лишён гражданства в 1978 году.
- Владимир Войнович (писатель). Лишён гражданства в 1981 году.
- Георгий Владимов (писатель). Лишён гражданства в 1983 году.
- Оскар Рабин (художник). Лишён гражданства в 1978 году.
- Василий Аксёнов (писатель). Лишён гражданства в 1980 году.
- Супруги Лев Копелев (литературовед, германист) и Раиса Орлова (писательница). Лишены гражданства в 1981 году.
- Виктор Корчной (шахматист). Лишён гражданства в 1978 году.
- Валерий Чалидзе (учёный, правозащитник). Лишён гражданства в 1973 году.
- Юрий Орлов (учёный, правозащитник). Лишён гражданства в 1986 году.
- Михаил Восленский (историк, социолог). Лишён гражданства в 1976 году.
- Ирина Ратушинская (поэтесса). Лишена гражданства в 1987 году.
- Юрий Любимов (актёр, режиссёр). Лишён гражданства в 1984 году.

Юрий Любимов восстановлен в гражданстве в 1989 году, а Александр Зиновьев 1 июля 1990 года. Всем остальным упомянутым лицам, было возвращено советское гражданство указом Михаила Горбачёва от 15 августа 1990 года.

### Право вступать в брак и основывать семью. Одинаковые права в браке
С установлением Советской власти, в рамках нового брачного законодательства, впервые в истории России жёны были уравнены в правах с мужьями (в том числе и в имущественных правах), незаконнорождённые дети получили равные права с детьми, рождёнными в законном браке; в случае перемены места жительства, жена не обязана была следовать за мужем; уравнены в правах семьи, живущие в официально зарегистрированном и гражданском браке (до 1969 г.), упрощена процедура развода (1965 г.); была установлена государственная помощь беременным женщинам, одиноким и многодетным матерям, установлен размер алиментов, пропорционально заработку родителя, учреждён орден «Материнская слава», дающий значительные льготы владельцу
Указом Президиума Верховного Совета СССР от 15 февраля 1947 года были запрещены браки между гражданами СССР и иностранцами. Этот запрет был отменён в ноябре 1953 года.
C ноября 1941 года в СССР взимался налог на бездетность. На основании Указов Президиума Верховного Совета СССР от 21 ноября 1941 г. «О налоге на холостяков, одиноких и бездетных граждан СССР» и от 8 июля 1944 г. (раздел IV «О налоге на холостяков, одиноких и малосемейных граждан СССР») с последующими дополнениями и изменениями.
Бездетные мужчины от 20 до 50 лет и бездетные замужние женщины от 20 до 45 лет должны были отчислять 6 % зарплаты государству.
Данный налог был отменён 1 января 1992 года, с распадом СССР.

## Экономические и социальные права
В беседе на Радио Свобода доктор юридических наук М. Л. Захаров дал общую оценку социальных прав в СССР:

Дело в том, что мы сейчас практически, если быть откровенными, отдалились от реализации того, что было осуществлено раньше. Потому что когда-то те права социальные, которые были в Советском Союзе и в первый период в России, практически до 1991 года, она даже являлись в какой-то степени примером для других стран.

### Право владеть имуществом как единолично, так и совместно с другими
В СССР собственность разделяли на «частную» (средства производства — земля, фабрики и заводы и др. — используемые для извлечения прибыли за счёт наёмного труда, что согласно марксистской политэкономии является эксплуатацией человека человеком), и «личную». «Частная собственность» была формально запрещена декретами советской власти уже в 1918 году. С началом НЭПа (март 1921 года), население имело ограниченное право на частную собственность. Владение средствами производства было частично разрешено. Право на свободную продажу или использование земли, мануфактур, оборудования или помещений для производств в СССР никто не имел, допускалась лишь их аренда с ограниченным правом на наём населения и извлечение прибыли. Право на владение, торговлю, выдачу кредитов и ссуд (прежде всего предприятиями, так как банки были национализированы спустя 2 месяца после революции) и создание кооперативов для владения общей собственностью были также несколько ограничены до 1928 года. После проведения коллективизации и национализации предприятий частная собственность на средства производства была фактически отменена и перешла под полный контроль властей.
Земля, её недра, леса и воды в соответствии с конституциями в разные периоды объявлялись «национальным достоянием», «принадлежащими народу» либо «собственностью Рабоче-Крестьянского Государства». Право на владение «личной собственностью», которая для найма работников использована быть не могла, защищалось законом.[каким?] В период коллективизации крестьяне были лишены прав на владение землёй и торговлю, однако, в середине 1930-х годов, уже будучи колхозниками, получили право на владение подсобным хозяйством и право торговать на рынках, а ремесленники — право на мелкое кустарное производство.
Незаконное обладание иностранной валютой было запрещено и уголовно преследовалось. Нарушение правил о валютных операциях, а также спекуляция валютными ценностями или ценными бумагами наказывалось лишением свободы на срок от трёх до восьми лет с конфискацией валютных ценностей и ценных бумаг (ст. 88 УК РСФСР 1960 г.).
Вопреки распространённому мнению, частная собственность в СССР была не запрещена, а лишь ограничена такими размерами, которые исключали бы применение наёмного труда. Статья 9 Конституции 1936 г. гласила:
Наряду с социалистической системой хозяйства, являющейся господствующей формой хозяйства в СССР, допускается законом мелкое частное хозяйство единоличных крестьян и кустарей, основанное на личном труде и исключающее эксплуатацию чужого труда.

Личное имущество было разрешено при определённых ограничениях. Земля и недра являлись собственностью всех советских граждан. Незаконное обладание иностранной валютой было запрещено и преследовалось как уголовное преступление, а именно, нарушение правил о валютных операциях, а также спекуляция валютными ценностями или ценными бумагами — наказывалось лишением свободы на срок от трёх до восьми лет с конфискацией валютных ценностей и ценных бумаг (ст. 88 УК РСФСР 1960 г.).

### Право на труд
Каждый человек имеет право на труд, на свободный выбор работы, на справедливые и благоприятные условия труда и на защиту от безработицы. Каждый человек, без какой-либо дискриминации, имеет право на равную оплату за равный труд. Каждый работающий имеет право на справедливое и удовлетворительное вознаграждение, обеспечивающее достойное человека существование для него самого и его семьи и дополняемой, при необходимости, другими средствами социального обеспечения.

Каждый человек имеет право создавать профессиональные союзы и входить в профессиональные союзы для защиты своих интересов.— Всеобщая декларация прав человека
Трудовое право в союзных республиках регламентировалось специальными Кодексами законов о труде (КЗоТ). С самого первого варианта (КЗоТ 1918 года) был впервые в мире законодательно установлен 8-часовой рабочий день, предусматривался сокращённый рабочий день для несовершеннолетних и беременных женщин, гарантировалась стабильность, обусловленной в трудовом договоре работы, а также предоставление гражданину работы в соответствии с его специальностью.
С падением царского режима, большевики преследовали «эксплуататорство» — наёмный труд, который был отменён декретом о земле. Постановление СНК за подписью В.Ленина «Положение о биржах труда»(27 января 1918 г.) ликвидировало частные и платные для безработных конторы по найму и учредил государственные бесплатные биржи труда на которые возлагались трудоустройство безработных и выдача им пособий, а также учёт и распределение рабочих во всех отраслях народного хозяйства; к концу 1930 г. безработица в СССР была ликвидирована и биржи труда прекратили своё существование. Регулирование трудовых ресурсов в СССР осуществлялось государственными органами, в том числе Государственными комитетами союзных и автономных республик, имеющими в отдельных городах и районах специальные бюро и уполномоченных по трудоустройству с помощью которых в том числе осуществлялось привлечение рабочих в малообжитые районы, крупные стройки и т. д.
При этом в СССР труд был не столько правом, сколько обязанностью. Исследователи полагают, что право на труд в СССР не просто декларировалось, но и подкреплялось государственной гарантией всеобщей занятости, что отвечало советскому пониманию справедливого государства.
Известная правозащитница Л. Алексеева полагает, что в Советской России право на труд с соответствующими государственными гарантиями распространялось только на общественно полезный труд, при этом гарантировалось участие профсоюзных и других рабочих организаций в найме и увольнении работников, а также равная оплата женского и мужского труда, право на отдых, социальное страхование и социальное обеспечение по старости. В статье 12 Конституции СССР 1936 года писалось: «Труд в СССР является обязанностью и делом чести каждого способного к труду гражданина по принципу: кто не работает, тот не ест». Уклоняющиеся от работы подвергались преследованиям, в том числе в уголовном порядке за «тунеядство». Например, 13 марта 1964 года будущий Нобелевский лауреат поэт Иосиф Бродский был приговорён к пяти годам принудительного труда в отдалённой местности за то, что не имел постоянного места работы.
В книге эмигранта И. Курганова утверждалось, что заключённые в советских лагерях работали без выходных дней ежедневно в любую погоду 10-12 часов, не считая дороги между лагерем и местом работы. Это касалось заключённых любого пола и возраста.

### Право на социальное обеспечение
Конституция СССР с 1935 г. устанавливала право граждан на отдых «сокращением рабочего дня для подавляющего большинства рабочих до 7 часов, установлением ежегодных отпусков рабочим и служащим с сохранением заработной платы, предоставлением для обслуживания трудящихся широкой сети санаториев, домов отдыха, клубов» (ст. 119 Конституции 1936 г.), право на материальное обеспечение в старости, а также — в случае болезни и потери трудоспособности (ст. 120 Конституции 1936 г.).
Вышедшие на пенсию рабочие и служащие государственных предприятий и учреждений обеспечивались пенсиями из государственного пенсионного фонда, кооперированные кустари и ремесленники — из средств промстрахкасс.
До 1964 не существовало единой системы государственного пенсионного обеспечения колхозников. Колхозы обязаны были создавать специальные социальные фонды для обеспечения престарелых и нетрудоспособных колхозников, куда отчисляли не более 2 % от валовой продукции колхоза. Размеры и порядок пенсионного обеспечения (пенсионный возраст и необходимый для получения пенсии трудовой стаж) определялись самими колхозами. После вступления в 1964 г. в силу «Закона о пенсиях и пособиях членам колхозов» происходит окончательное становление пенсионной системы СССР и государство полностью берёт обязанности по выплатам пенсий на себя. При этом в постановлении Совмина СССР было особо отмечено, что колхозы по своему усмотрению могут сохранить свои пенсионные выплаты — в дополнение к государственной пенсии.
Все последующие годы идёт постепенное выравнивание пенсионного обеспечения колхозников с обеспечением рабочих и служащих, благодаря опережающим темпам роста пенсий колхозникам.

### Право на отдых и досуг
Впервые в истории России, право на отдых было установлено Советской властью, специальным постановлением Совета народных комиссаров «Об отпусках» от 14 июня 1918 г.; продолжительность отпуска составляла 2 недели, с увеличением его продолжительности для вредных производств, отпускные выдавались вперёд, подработка во время отпуска не разрешалась; во время Великой Отечественной войны отпуска были отменены, кроме отпуска по беременности и родам, а отпускные перечислялись на специальный счёт, которым трудящиеся могли воспользоваться после окончания войны; на момент распада СССР средний отпуск составлял 24 рабочих дня; в современной России отпуск составляет 28 календарных дней.
Согласно статье 119 Конституции СССР 1936 года (аналогичная статья также была в Конституции 1977 года), граждане СССР имеют право на отдых, и это право обеспечивается для рабочих и служащих семичасовым рабочим днём, а также сокращённым рабочим днём для профессий с тяжёлыми условиями труда, установлением для рабочих и служащих ежегодных оплачиваемых отпусков с сохранением заработной платы; предоставления для обслуживания трудящихся широкой сети санаториев, клубов и домов отдыха.
В СССР на январь 1976 г. было около 400 курортов, 2,4 тысячи санаториев и пансионатов на 504 тысячи мест, 6203 дома и базы отдыха на 828 тысяч мест, принимающих только за летние месяцы около 6000000 отдыхающих, более 50 % путёвок распределяются профсоюзными организациями с оплатой 30 % их стоимости или за счёт бюджета здравоохранения бесплатно.

### Право на жизненный уровень, необходимый для поддержания здоровья и благосостояния человека и его семьи
Общее повышение в сравнении с дореволюционным состоянием уровня жизни, грамотности и социально-гигиенической культуры населения оказывало сильное положительное влияние на динамику смертности. Особую роль в этом процессе сыграла советская концепция развития общественного здравоохранения, ориентированная на массовую профилактику и предупреждение инфекционных и эпидемических заболеваний, на вакцинацию и иммунизацию всего населения. В результате страна, пережившая в XX веке несколько разрушительных войн, достигла к середине 1960-х годов средне-европейского уровня продолжительности жизни (около 70 лет). Под достаточно эффективный социальный контроль были поставлены все опасные инфекционные и паразитарные заболевания, эпидемии, болезни органов дыхания и пищеварения, младенческая и материнская смертность.
Медицинская помощь в СССР оказывалась бесплатно, что обеспечивало её доступность для всего населения СССР. Советская система здравоохранения, несмотря на её существенные недостатки, считалась одной из лучших в мире. В 2014 г., согласно исследованию консалтинговой компании Bloomberg, по критериям качества и эффективности системы здравоохранения Россия заняла последнее 51 место, в то время как в 2013 она не соответствовала критериям рейтинга.
В СССР, с целью ограничения социального неравенства и формирования социально однородного общества существовали предельные нормы оплаты труда: госминимум и партмаксимум, регламентирующие верхний и нижний предел оплаты труда. Советская политика сдерживания дифференциации доходов способствовала тому, что в СССР уровень социального неравенства и расслоения общества был значительно ниже, чем в постсоветской России, а также в несколько раз ниже, чем в развитых западных странах: если в СССР (1989) оплата высших и низших социальных групп различалась в 3,9 раза, то в современной России этот показатель равен 13, в Норвегии и Швеции около 6, в США — 15 раз.
В статье 44 Конституции СССР 1977 года закреплялось право на жилище:

«Граждане СССР имеют право на жилище. Это право обеспечивается развитием и охраной государственного и общественного жилищного фонда, содействием кооперативному и индивидуальному жилищному строительству, справедливым распределением под общественным контролем жилой площади, предоставляемой по мере осуществления программы строительства благоустроенных жилищ, а также невысокой платой за квартиру и коммунальные услуги. Граждане СССР должны бережно относиться к предоставленному им жилищу».
Ввиду полного контроля над ценами, квартплата в СССР была одной из самых низких в мире: без стоимости коммунальных услуг (также субсидируемых государством), составляя 4-5 % бюджета семьи (в среднем, в зависимости от местонахождения жилья и заработка квартиросъёмщика, составляя 13,5 коп за 1 м²), оплата проводилась только за жилую площадь, различным категориям граждан предоставлялись скидки на оплату жилья и коммунальных услуг.
После революции 1917 года, широчайшее распространение получили коммунальные квартиры, в ходе уплотнений, когда большевики принудительно конфисковали жильё у богатых горожан и заселяли к ним в квартиру новых людей из рабочих бараков. Декрет ВЦИК от 20 августа 1918 года «Об отмене частной собственности на недвижимости в городах» отменял право частной собственности на городскую землю и право частной собственности на строения, имевшие стоимость или доходность выше определённого предела, причём этот предел в каждом городе устанавливался местными органами советской власти. Больше всего коммунальных квартир было в Ленинграде.
Несмотря на то, что в постановлении ЦК КПСС и Совета Министров СССР от 3 июля 1957 года «О развитии жилищного строительства в СССР» проживание нескольких семей в одной квартире признано «ненормальным», а сами коммуналки значатся как «социальная проблема», а также несмотря на то, что в СССР строилось в среднем примерно 60—70 миллионов квадратных метров в год, в РСФСР: миллион квартир каждый год с 1984 по 1990, (в России строится примерно 40 миллионов квадратных метров в год: миллион квартир построено только в 2014 г., через 20 лет после распада СССР.) — кардинально разрешить жилищную проблему СССР так и не смог.
В Хрущёвский период, в рамках программы по борьбе с архитектурными излишествами здания строились однотипные, низкого качества постройки, с невысокими потолками и малой площади.
Жилые помещения имели разную форму собственности. Дома и квартиры могли принадлежать государству (государственный жилищный фонд), колхозам и другим кооперативным организациям, их объединениям, профсоюзным и иным общественным организациям (общественный жилищный фонд), жилищно-строительным кооперативам (фонд жилищно-строительных кооперативов), находиться в личной собственности граждан (индивидуальный жилищный фонд). Государственный жилищный фонд находился в ведении местных Советов народных депутатов и в ведении министерств, государственных комитетов и ведомств (ведомственный жилищный фонд).
В сельской местности чаще всего дома находились в личной собственности проживавших в них людей. В большинстве городов был «частный сектор» (одно- и двухэтажные дома с небольшим приусадебным участком). Как и в сельской местности, такие дома являлись личной собственностью граждан. Существовали ограничения на размеры личных домов, их площадь (статьи 105—107 Гражданского Кодекса РСФСР 1964 года). В РСФСР предельный размер жилого дома или его части (частей), принадлежащего гражданину, не должен был превышать 60 м², в Украинской ССР — 80 м² жилой площади.
Жилые помещения в государственном и общественном жилищных фондах, а также в домах жилищно-строительных кооперативов предоставлялись в бессрочное пользование с уплатой квартплаты. За ряд действий (длительное непроживание в данном помещении, увольнение с некоторых видов работ) ордер на право проживания мог быть аннулирован.
Для желающих быстрее получить квартиру была возможность стать членом строительного кооператива, получить беспроцентную ссуду от государства или предприятия и, уплачивая денежные взносы, финансировать строительство.
Так как квартира не находилась в собственности проживавшего (даже кооперативная, которая находилась в собственности кооператива и продать её можно было только члену кооператива по решению общего собрания), её нельзя было продать; кооперативную квартиру можно было подарить, завещать или разделить при условии прописки в квартире всех участников данных юридических действий. Существовала также разветвлённая система обмена жилплощади.
Принятое в феврале 1949 г. постановление Совета министров СССР «О коллективном и индивидуальном огородничестве и садоводстве рабочих и служащих» послужило началом массовой безвозмездной передаче земель в распоряжение рабочих и служащих и массовому развитию коллективного и приусадебного садоводства в СССР, в России около 40 % граждан имели свои приусадебные участки, что привело к формированию своеобразной дачной культуры, соединяющей в себе как производственные, так и восстановительные функции и позволяющей работникам как заниматься производством сельхозпродукции, так и полноценно отдыхать; в России (1996г) больше половины всей сельхозпродукции производилось на приусадебных участках.
В СССР также ощущался товарный дефицит. Примеры дефицитных товаров (1980-е годы): варёная колбаса (РСФСР, за исключением Москвы и Ленинграда), туалетная бумага, сгущённое молоко, натуральный растворимый кофе, кассеты для аудиомагнитофонов, предметы интерьера, мебели и т. д. Многие вещи стоили дорого и доставались по большому блату.
Статистика СССР по электроприборам 1974 г.:
На 100 семей приходится: 71 телевизор; 62 стиральных машины; 55 холодильников.
Согласно программе «Намедни», в 1972 году наблюдалась следующая картина с обеспечением продуктами питания в СССР. В 1972 году в СССР повсеместно (кроме Москвы и Ленинграда) из продажи исчезает мясо и масло. В колбасу начинают добавлять соевую муку, со временем доведя её содержание до 30 %. Появляются облегчённые сорта сливочного масла. Сначала «Крестьянское», потом ещё легче «Бутербродное». Из намазанного на кусок хлеба «бутербродного» масла выступают капельки воды. Настоящее молоко выдавалось только на детских молочных кухнях. В продажу в магазины молоко поступало «нормализованным», то есть разбавленным до норматива или вообще «белковым». Из под него бутылки мыть не надо, достаточно только ополоснуть.
Практиковались поездки за колбасой, в снабжаемые особо Москву и Ленинград.
Продовольственный кризис настолько серьёзен, что в мае 1982 года принимается «Продовольственная программа СССР на период до 1990 года». в стране ощущается дефицит мясных и молочных изделий, овощей, фруктов.
В СССР почти в течение всего периода его существования имелись две параллельные системы распределения и реализации продовольствия: государственная и колхозно-рыночная, которые государство пыталось развивать: если в государственной системе снабжения постоянно существовали перебои, особенно в небольших городах и посёлках, то в колхозно-рыночной системе можно было свободно приобрести основные продукты питания, но по более высоким ценам, чем в государственных магазинах.
С целью обеспечения населения достойным уровнем жизни, на товары первой необходимости, включая лекарства, в СССР государством поддерживались заниженные цены. С одной стороны, это приводило к товарному дефициту; с другой стороны, население могло лучше питаться и одеваться, иметь больше возможностей для полноценного отдыха.
В 1988 г. СССР по паритету покупательной способности входил в десятку самых развитых стран мира, незначительно уступая Италии и занимая второе место в мире по основным экономическим показателям. В 1990 г. по индексу человеческого развития, включающем в себя уровень жизни, грамотности, образованности и долголетия СССР занимал 26-е место в мире, по некоторым данным в 1970-е гг. по индексу человеческого развития СССР входил в первую десятку развитых стран, в то время как Россия в 2013 г. занимала 55-е место из 187 государств с показателем 0,788, входя в группу стран с относительно высоким индексом человеческого развития.
Согласно докладу Global Wealth Report (2012), подготовленном компанией Allianz Россия занимает 45-е место в мире по уровню благосостояния; по данным за 2014 г. Россия занимает 50-е место, пропустив вперёд Украину и Колумбию.

### Право на образование

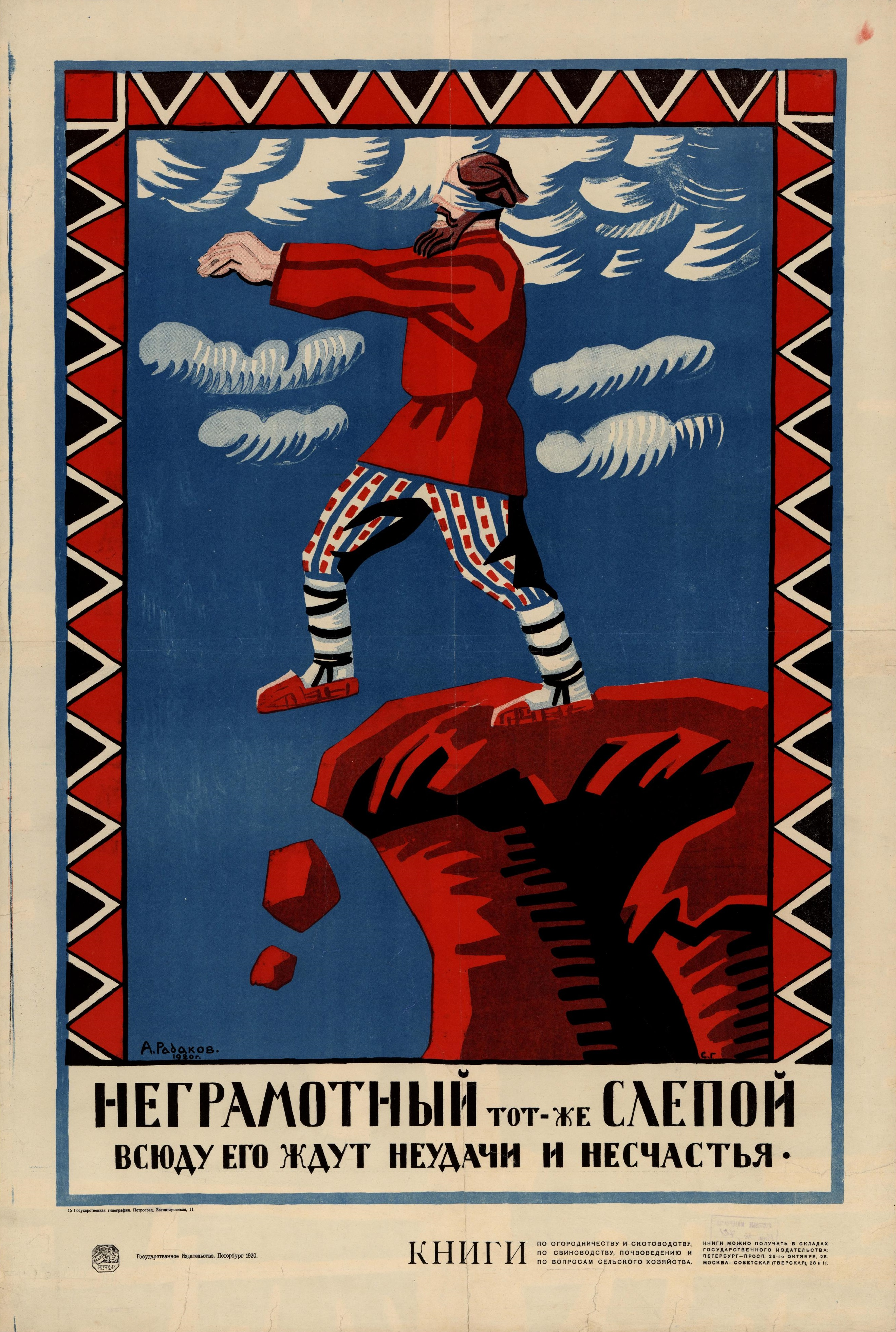
Плакат Алексея Радакова, 1920 год

Конституция РСФСР от 10 июля 1918 года декларировала.

В целях обеспечения за трудящимися действительного доступа к знанию Российская Социалистическая Федеративная Советская Республика ставит своей задачей предоставить рабочим и беднейшим крестьянам полное, всестороннее и бесплатное образование.— Конституция (Основной закон) Российской Социалистической Федеративной Советской Республики от 10 июля 1918 года
Образованию в СССР уделялось огромное внимание. 26 декабря 1919 года декрет Совнаркома «О ликвидации безграмотности в РСФСР» положил начало реализации комплексной государственной программы ликвидации безграмотности (Ликбез). Всё население Советской России в возрасте от 8 до 50 лет, не умевшее читать или писать, обязано было учиться грамоте на родном или на русском языке (по желанию). В рамках программы выделялись средства на строительство школ для малограмотных, велась пропаганда грамотности, издавались массовыми тиражами учебные материалы. К началу 1940-х годов с неграмотностью в большинстве районов СССР вопрос был решён.
Начальное и среднее образование во все годы существования СССР было бесплатное.
В 1940 году вышло постановление СНК СССР «Об установлении платности обучения в старших классах средних школ и в высших учебных заведениях СССР и об изменении порядка назначений стипендий». Согласно этому постановлению, с 1 сентября 1940 года вводилось платное обучение в 8—10 классах средних школ, техникумах, педагогических училищах, сельскохозяйственных и других специальных средних заведений, а также высших учебных заведениях. Для учащихся 8-10 классов средних школ, техникумов, педагогических училищ, сельскохозяйственных и других специальных средних заведений плата составляла от 150 до 200 рублей в год. Обучение в высших учебных заведениях стоило от 300 до 500 рублей в год. Плата за обучение составляла в 1940 году в среднем примерно 10 % от семейного бюджета (при одном работающем), в 1950 году и далее вплоть до отмены оплаты в 1954 — около 5 %.
С 1944 г. в СССР открыты школы рабочей молодёжи, а также школы сельской молодёжи, в которых осуществлялось бесплатное обучение на старшей ступени рабочих и колхозников, совмещавших работу с учёбой. Бесплатным было обучение в вузах рабочих, осуществляемое по направлениям предприятий. После 1954 г. и до распада СССР старшая школа и высшее образование стали полностью бесплатными, отличникам учёбы выплачивалась стипендия, через систему государственного распределения всем выпускникам средне специальных учебных заведений и вузов гарантировалось трудоустройство по специальности: отличникам часто по месту жительства, всем остальным — в различных районах страны с предоставлением жилья: общежития или отдельной квартиры.
С целью обеспечить доступность образования для всех категорий населения, в СССР была создана впервые в мире система заочного образования, включающая все образовательные уровни.
США — основной геополитический оппонент СССР, официально признало превосходство советской системы образования над американской образовательной моделью.
Право граждан СССР на образование было закреплено в 45 статье Конституции СССР:

Граждане СССР имеют право на образование. Это право обеспечивается бесплатностью всех видов образования, осуществлением всеобщего обязательного среднего образования молодёжи, широким развитием профессионально-технического, среднего специального и высшего образования на основе связи обучения с жизнью, с производством: развитием заочного и вечернего образования; предоставлением государственных стипендий и льгот учащимся и студентам; бесплатной выдачей школьных учебников; возможностью обучения в школе на родном языке; созданием условий для самообразования.

## Гражданские и политические права

### Право на свободу мысли, совести и религии
Каждый человек имеет право на свободу мысли, совести и религии; это право включает свободу менять свою религию или убеждения и свободу исповедовать свою религию или убеждения как единолично, так и сообща с другими, публичным или частным порядком в учении, богослужении и выполнении религиозных и ритуальных порядков.— Всеобщая декларация прав человека

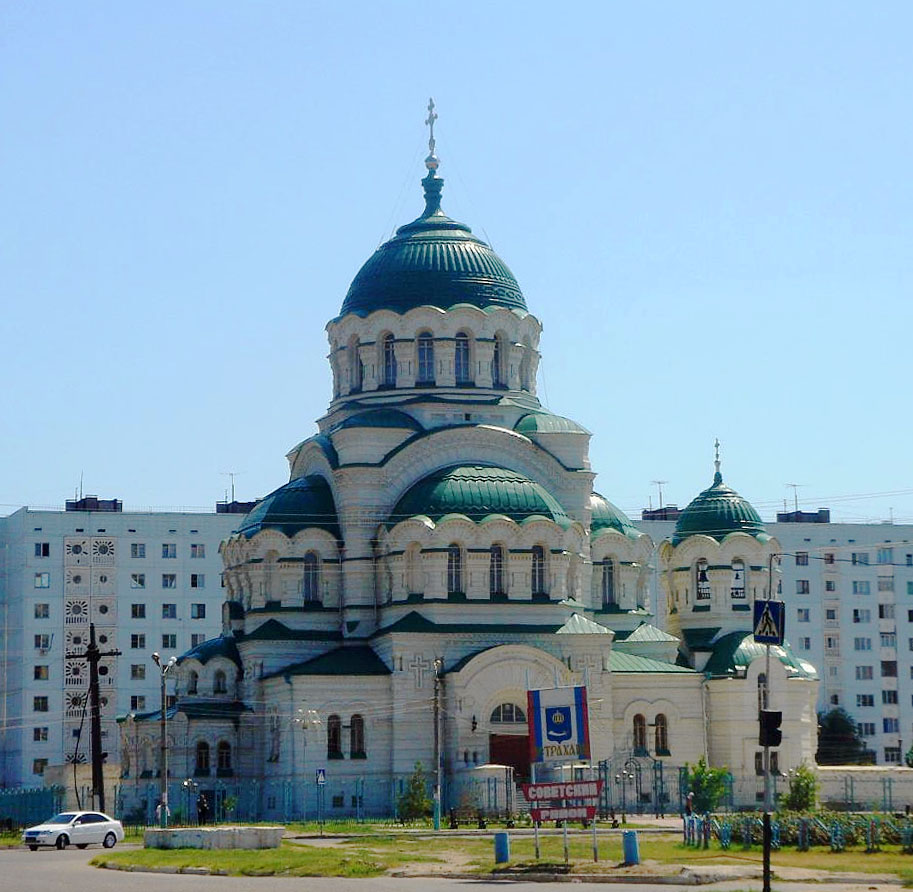
Храм св. Владимира в Астрахани. В советское время использовался в качестве автовокзала.

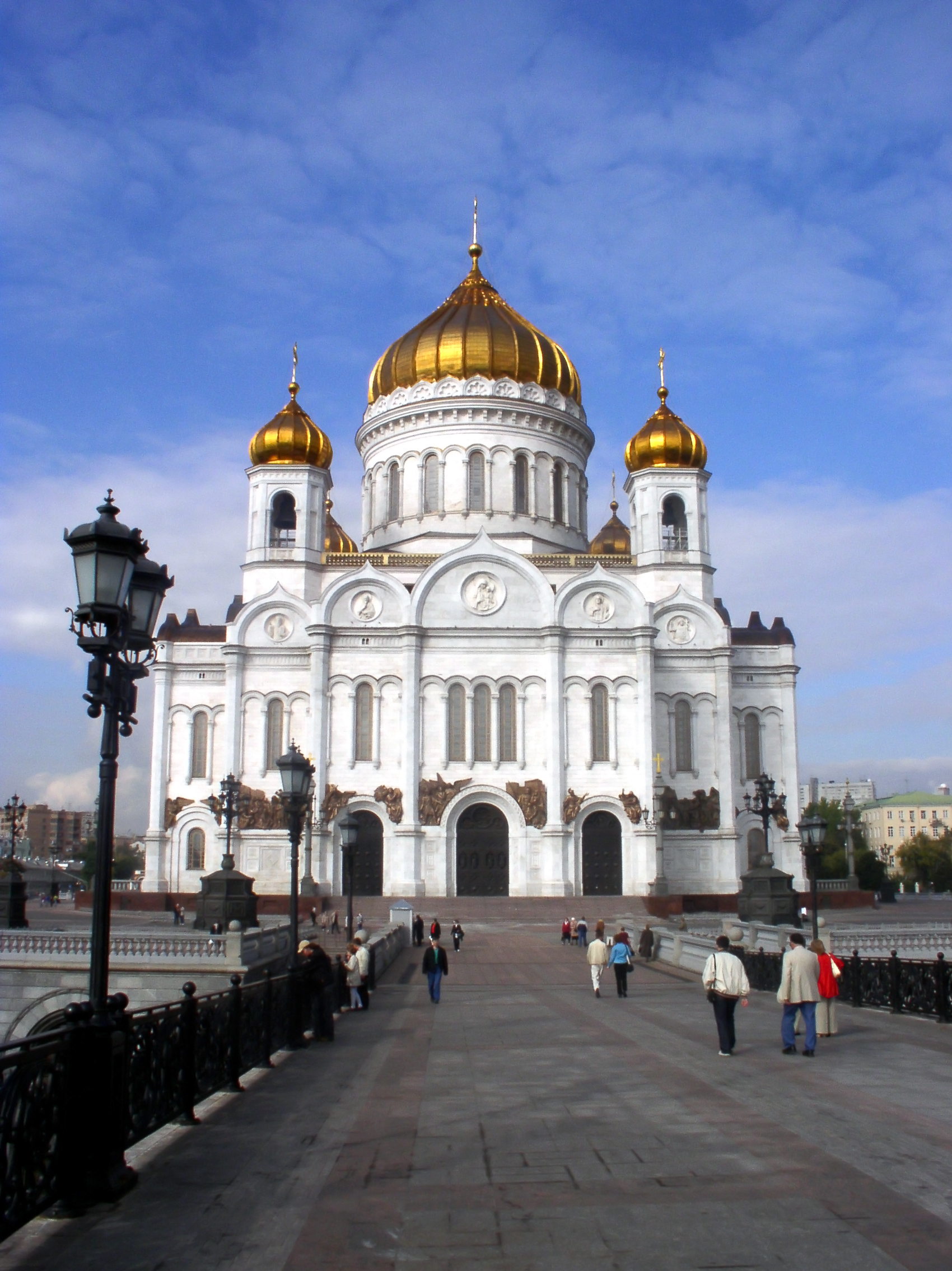
Храм Христа Спасителя. Был разрушен по личному распоряжению И. В. Сталина и восстановлен после распада СССР по указу президента РФ Б. Н. Ельцина.

Советский Союз был атеистическим государством.
За гражданами СССР признавалась свобода совести (право исповедовать любую религию и отправлять религиозные культы или не исповедовать никакой религии, вести атеистическую пропаганду). Церковь в СССР была отделена от государства, школа — от церкви.
Заявленной целью, в определённый период, было пресечение и, в конечном счёте, ликвидация религиозных верований.

При этих условиях работа партии по окончательному разрушению религиозных верований во всех видах среди рабочих и крестьянских масс неизбежно приобретает, прежде всего, характер углублённой систематической пропаганды, наглядно и убедительно вскрывающей каждому рабочему и крестьянину ложь и противоречие его интересам всякой религии, разоблачающей связь различных религиозных групп с интересами господствующих классов и ставящей на место отживающих остатков религиозных представлений ясные научные взгляды на природу и человеческое общество. — Резолюция XII съезда РКП(б) 1923г. «О постановке антирелигиозной агитации и пропаганды»
Гражданами СССР в 1925 году был создан Союз воинствующих безбожников.. В 1947 году он был распущен. Его функции перешли к Всесоюзному обществу по распространению политических и научных знаний (общество «Знание»).

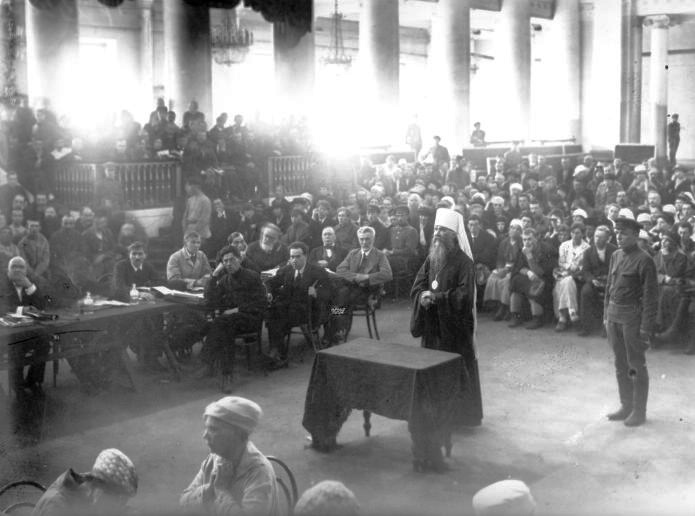
Митрополит Вениамин на суде

Помимо пропаганды атеизма в 1920-е — 1940-е годы осуществлялись массовые аресты, расстрелы и судебное преследование духовенства и религиозных проповедников. В частности в 1922 году, по обвинению в воспрепятствовании изъятию церковных ценностей был расстрелян Митрополит Вениамин, кроме него, к делу были привлечены ещё 86 человек.
Вплоть до 1939 года политика ликвидации организованной религиозной жизни проводилась в административном порядке органами государственной власти, в частности НКВД.
Весной 1922 года большевики, отразившие к тому времени внешние угрозы, перешли к этапу активной борьбы с религиозными институтами и прежде всего — с Православной Церковью. 23 февраля 1922 года вышел декрет ВЦИК об изъятии церковных ценностей, находящихся в пользовании групп верующих. В письме членам Политбюро от 19 марта 1922 года по поводу выступления в Шуе В. Ленин, имея в виду разразившийся к тому времени в ряде регионов голод, писал:

<…>Именно теперь и только теперь, когда в голодных местностях едят людей и на дорогах валяются сотни, если не тысячи трупов, мы можем (и поэтому должны!) провести изъятие церковных ценностей с самой бешеной и беспощадной энергией и не останавливаясь перед подавлением какого угодно сопротивления. Именно теперь и только теперь громадное большинство крестьянской массы будет либо за нас, либо во всяком случае будет не в состоянии поддержать сколько-нибудь решительно ту горстку черносотенного духовенства и реакционного городского мещанства, которые могут и хотят испытать политику насильственного сопротивления советскому декрету. Нам во что бы то ни стало необходимо провести изъятие церковных ценностей самым решительным и самым быстрым образом, чем мы можем обеспечить себе фонд в несколько сотен миллионов золотых рублей (надо вспомнить гигантские богатства некоторых монастырей и лавр). Без этого фонда никакая государственная работа вообще, никакое хозяйственное строительство в частности, и никакое отстаивание своей позиции в Генуе в особенности, совершенно немыслимо…Чем большее число представителей реакционного духовенства и реакционной буржуазии удастся по этому поводу расстрелять, тем лучше. Надо именно теперь проучить эту публику так, чтобы на несколько десятков лет ни о каком сопротивлении они не смели и думать…— Письмо В. И. Ленина членам Политбюро о событиях в г. Шуе и политике в отношении церкви. 19 марта 1922 г.
15 мая 1932 года Декретом правительства за подписью И. Сталина была объявлена «безбожная пятилетка», поставившая цель: к 1 мая 1937 года «имя Бога должно быть забыто на территории страны». Должны были быть закрыты все культовые учреждения на территории страны.
В ходе войны 1941—1945 годов политическое руководство СССР перешло к политике частичного возрождения религиозной жизни в стране под жёстким государственным контролем. 14 сентября 1943 года при СНК СССР был создан «Совет по делам русской православной церкви» (СДРПЦ); 19 мая 1944 года — «Совет по делам религиозных культов» (СДРК), на которые возлагались задачи осуществления сношений между правительством и, соответственно, Московской Патриархией и «религиозными объединениями мусульманского, иудейского, буддийского вероисповеданий, армяно-григорианской, старообрядческой, грекокатолической, католической и лютеранской церквей и сектантских организаций».
В послевоенный период началось определённое ужесточение антирелигиозной политики. Однако после принятия в 1948 году Всеобщей декларации прав человека речь уже не шла о принудительном устранении верующих. Основное внимание в этой сфере уделялось государственной пропаганде и образованию, которые носили атеистический характер. Например, Постановление ЦК КПСС от 10 ноября 1954 года «Об ошибках в проведении научно-атеистической пропаганды среди населения» осуждало методы клеветы, оскорблений, административного вмешательства в деятельность религиозных организаций, «вместо развёртывания систематической кропотливой работы по пропаганде естественнонаучных знаний и идейной борьбы с религией».
Конституция СССР 1977 года закрепила право верующих беспрепятственно отправлять религиозные культы (статья 52-я), что полностью соответствовало Всеобщей декларации прав человека.

### Право на свободу убеждений и на свободное выражение их
Статья 70 УК РСФСР «за антисоветскую агитацию или пропаганду, нацеленную на ослабление Советского строя или распространение материалов или литературы клевещущих на Советское государство или социальную систему» предусматривала наказание в виде лишения свободы на срок 2—5 лет за первое преступление, и на срок 3—10 лет за второе.
Цензура контролировала все официальные каналы распространения информации: книги, периодические издания, театр, кино, радио, телевидение, и т. д. Функции цензурного контроля были возложены на специальные государственные учреждения. Также широко была распространена и самоцензура.
C февраля 1948 года в СССР начали систематически глушить зарубежные радиостанции, так называемыми «глушилками» (радиостанциями постановки помех) — мощными генераторами электронных шумов. На официальном языке это называлось «радиозащитой».
Многие научные дисциплины, такие, как генетика, кибернетика и сравнительно-историческое языкознание, в СССР преследовались и были осуждены как «буржуазные лженауки», вместо них внедрялись теории, признаваемые современными исследователями псевдонаучными, например, лысенковщина и марризм. Некоторые учёные, подвергнутые наказанию по уголовным статьями, имели возможность вести научную деятельность в т. н. «шарашках».
В конце 1980-х годов с объявлением политики гласности и ослаблением идеологической цензуры газеты, журналы, радио, телевидение, фильмы, музыка и литература, поднимали острые, весьма чувствительный, и часто болезненные темы, на которые ранее было наложено табу.

### Право на свободу мирных собраний и ассоциаций
Независимая политическая деятельность не допускалась, включая запрет независимых профсоюзов, несанкционированных церквей.
Рабочие не имели право создавать свободные профсоюзы. Все существующие профсоюзы были организованы и контролировались государством.

### Право принимать участие в управлении своей страной, право равного доступа к государственной службе
Конституция СССР 1936 года гарантировала всеобщее избирательное право с соблюдением тайны голосования. Разработанные и применявшиеся на выборах формы документов, необходимых для проведения голосования, предусматривали наличие нескольких кандидатов, конкурирующих за одно депутатское место. При этом c 1936 по 1987 годы выборы в стране были безальтернативными, избирателям предлагался на выбор один кандидат из одного, выдвинутый с одобрения партийных органов КПСС. Примечательно, что диссидентские организации в СССР не предпринимали попыток выдвинуть альтернативных одобренных КПСС кандидатов. Британский историк Роберт Конквест так описал эту систему:
советская Конституция 1936 года обещавшая соблюдение прав человека была принята в страшнейший период террора, выборы, на которых был только один кандидат за которого отдавали 99 процентов голосов; парламент, в котором никто не голосовал против или воздерживался.
С момента основания СССР и на протяжении 68 лет его существования до 1990 года политическая система в СССР была однопартийной. Правящей и единственной партией являлась Коммунистическая партия Советского Союза. Ключевые руководящие посты в стране были заняты членами коммунистической партии. Лишь в 1990 году за год и девять месяцев до распада Советского Союза Съезд народных депутатов СССР удалил из статьи 6 Конституции 1977 года формулировку «руководящей и направляющей роли КПСС», и в СССР формально была введена многопартийная политическая система при сохранении привилегированного положения КПСС. 16 июня 1990 года в РСФСР была введена полностью многопартийная система без закрепления конституционного статуса КПСС. В некоторых республиках СССР многопартийная система была введена ещё в 1989 году.
По данным исследователей, советская система обладала высоким уровнем демократичности и открытости: обеспечивала социальное продвижение выходцам из низших социальных групп (социальный лифт, равенство возможностей) — в элиту страны: военную, политическую, научную, что давало реальную возможность управления страной. СССР был единственной страной в мире, где все высшие руководители государства на протяжении всей её истории (Политбюро ЦК КПСС) имели рабоче-крестьянское происхождение и были выходцы из бедных семей (кроме Ленина).
В СССР уровень вертикальной социальной мобильности, возможности для продвижения в элиту выходцев из рабоче-крестьянских семей, социально слабых слоёв населения, — был не только выше по сравнению с постсоветской Россией, но и значительно превосходил США, где наблюдается тенденция сокращения возможностей для представителей социально слабых слоёв населения достичь высших статусных позиций, при этом сокращаются возможности для представителей среднего класса сохранить свой статус.(Капитал в XXI веке).

## Нарушение прав человека в истории СССР
Политические репрессии практиковались советскими спецслужбами ЧК, ГПУ и НКВД.
Репрессии проводились в несколько последовательных волн, известных как раскулачивание, ежовщина, Дело врачей и другие.

### Система исправительно-трудовых лагерей
Система исправительно-трудовых лагерей в 1934—1960 годах входила в систему ГУЛаг НКВД (МВД) СССР и была важнейшим органом системы политических репрессий СССР.
Система объединяла 53 лагеря с тысячами лагерных отделений и пунктов, 425 колоний, а также более 2000 спецкомендатур. Всего — свыше 30 000 мест заключения
По данным, которые приводит военный обозреватель РИА Новости И. Крамник, в общей сложности через ГУЛаг в 1920-х — 1950-х годах прошли около 10 миллионов человек, в том числе около трёх миллионов политических заключённых.
Исследования статистики заключённых ГУЛАГа проводилась коллективом учёных, имевших доступ к статистической отчётности ОГПУ-НКВД-МВД-МГБ, хранившейся в Центральном государственном архиве Октябрьской революции (ЦГАОР), под руководством Земскова Виктора Николаевича из Института истории СССР АН СССР:

Несмотря на наличие этих публикаций, в которых называется соответствующее истине и документально подтверждённое число заключённых ГУЛАГа, советская и зарубежная общественность в массе своей по-прежнему находится влиянием надуманных и не соответствующих исторической правде статистических выкладок, содержащихся как в трудах зарубежных авторов (Р. Кон, С. Коэн и др.), так и в публикациях ряда советских исследователей (Р. А. Медведев, В. А. Чаликова и др.). Причём в работах всех этих авторов расхождение с подлинной статистикой никогда не идёт в сторону преуменьшения, а исключительно только в сторону многократного преувеличения. Создаётся впечатление, что они соревнуются между собой в том, чтобы поразить читателей цифрами, так сказать, поастрономичней.— В. Н. ЗЕМСКОВ  "ГУЛАГ (ИСТОРИКО-СОЦИОЛОГИЧЕСКИЙ АСПЕКТ)"

### Депортация народов
Более 60 различных национально-языковых групп, в том числе этнические немцы, этнические греки, этнические поляки, крымские татары, балкарцы, чеченцы, калмыки и ингерманландцы были депортированы в незаселённые районы Сибири и Казахстана и республик СССР Средней Азии. На протяжении определённых периодов времени им было запрещено возвращаться в родные места (право на возвращение получили калмыки, чеченцы и балкарцы — в 1957 году, немцы — в 1964 году, крымские татары — в конце 1980-х годов, перед развалом СССР). Депортации в СССР привели, по мнению британского политического историка Роберта Конквеста, к миллионам жертв среди депортируемого населения. Однако известно, что численность перечисленных народов в СССР непрерывно возрастала вплоть до 1991 года.
Социолог Сергей Кара-Мурза на примере чеченцев оценивает депортацию наказанием «бережным по отношению к народу» в тех конкретных исторических условиях:

Почему те же чеченцы, перешедшие на сторону Гитлера и имевшие в тылу Красной армии мощные формирования с артиллерией, прекратили сопротивление и без боя погрузились в теплушки и уехали в Казахстан? Почему они не начали террористическую войну — ни в конце 40-х, ни в 50-е, ни в 60-е годы? Они боялись КГБ? Нет, они и во время войны ничего не боялись, начать восстание в тылу Красной армии означало сжечь мосты и идти на большой риск. Мятежные чеченцы подчинились потому, что наказание было суровым, неотвратимым и бережным по отношению к народу. Тогда не стали расстреливать мужчин, подрезать корень народа, а выселили всех по ту сторону Каспия. И даже не расформировали партийные и комсомольские организации, не прекратили приём в партию. Одним этим показали: народ не будет придушен. И боевой мальчик Дудаев будет принят в лучшую военную академию и станет большим генералом. А умненький мальчик Хасбулатов будет профессором.

В дальнейшем представители депортируемых народов не ущемлялись в социально-экономическом отношении: среди известнейших представителей этих народов — Патриарх Алексий II (немец Алексей Ридигер), актриса немка Алиса Фрейндлих, чеченец генерал Дудаев, чеченец член-корреспондент РАН Хасбулатов, Руслан Имранович, балетмейстер балкарец Ульбашев, Мутай Исмаилович, академик РАН, советский и российский учёный балкарец Энеев, Тимур Магометович, крымский татарин Герой Советского Союза Амет-хан Султан, академик РАН, политический и общественный деятель балкарец Залиханов, Михаил Чоккаевич, крупнейший акционер и председатель совета директоров ОАО «Евроцемент груп» Гальчев, Филарет Ильич и многие другие.

### Искусственный голод
За время голода 1932—1933 гг. погибло от 5 до 7 миллионов человек, включая жертв Голодомора, который, по мнению Роберта Конквеста, был создан искусственно и умышленно путём насильственного изъятия всего продовольствия у населения и запрета советским правительством выезда голодающего населения за пределы своих поселений. Однако другие исследователи считают, что голод не был результатом злого умысла правительства СССР. Общее число крестьян, которые умерли в 1930—1937 гг. от голода и репрессий, во время коллективизации (в том числе в России, на Кавказе и в Казахстане), оценивается по меньшей мере в 14,5 млн, по данным историка Роберта Конквеста. «Чёрная книга коммунизма» указывает, что пять миллионов человек умерли в течение предыдущего российского голода 1921 года.
Всего, по некоторым сведениям, по закону за 1932—1939 гг. было осуждено 183 000 человек.
Инициатором данного закона был лично И. В. Сталин.

### Массовый расстрел заключённых
По утверждению множества исследователей, в 1941 году НКВД осуществлял массовые расстрелы заключённых по мере отступления Красной армии под натиском вермахта.

### Коллективная система ответственности
Ст. 58 УК РСФСР редакции 1926 года предусматривала наказание не только для совершившего преступление, но и по отношению к членам его семьи. Постановлением Политбюро ЦК ВКП(б) № 140 «О привлечении к ответственности изменников родине и членов их семей» и рядом дополнительных актов по согласованию ЦК партии с И. В. Сталиным наказанию подвергались следующие группы родственников (отец, мать, жена, муж, дети, тесть, тёща, братья, сёстры).
После смерти Сталина, в результате либерализации уголовного законодательства принцип коллективной ответственности был отменён (1958 г.)

### Ссылка
Несколько известных диссидентов, такие, как Александр Солженицын, Владимир Буковский и Андрей Сахаров, были направлены в ссылку в отдалённые районы страны либо принудительно высланы за границу.

### Использование психиатрии в политических целях
После смерти Сталина борьба с инакомыслием ослабла и приняла новые формы. Внутренняя критика социалистического строя расценивалась как антисоветская агитация. Инакомыслящих людей расценивали как психических больных, страдающих вялотекущей шизофренией, и помещали в психиатрические больницы, которые использовались властями в качестве тюрем. Таким образом психиатрия стала инструментом политических репрессий.

## Правозащитное движение в СССР
До середины XX века в практике международных отношений вопросы соблюдения прав человека считались внутренним делом каждого государства, в которое международное сообщество было не вправе вмешиваться. Ситуация стала меняться с образованием в 1945 году ООН, принятием Устава ООН, Всеобщей декларации прав человека, а также развитием международного права в последующие годы в виде ратификации различными государствами межгосударственных пактов и конвенций, регламентирующих аспекты гражданских прав и свобод личности.
В ходе этих процессов вопросы прав человека становятся предметом международной дискуссии. Так, например, СССР предлагал зафиксировать в Уставе ООН основные социально-экономические права, такие, например, как право на труд, право на образование, но при этом Советский Союз категорически возражал против включения в Устав ООН перечня гражданских и политических прав: свободы слова, права на свободное выражение своего мнения, права покидать свою страну и возвращаться в свою страну и ряда других прав, на включении которых настаивали США и другие страны Запада. В итоге эти принципы были отражены в Уставе ООН в общих чертах, не конкретизируя их детального содержания, что послужило в последующие годы поводом для различных трактовок положений Устава ООН и дискуссий об обязательности соблюдения тех или иных его норм и принципов.

### Зарождение правозащитного движения
По оценке историка и правозащитницы Людмилы Алексеевой, несмотря на достаточно активные дискуссии о правах человека, которые велись Советским Союзом на международном официальном уровне в 1940-х — 1950-х годах, внутри страны советские граждане в те годы были слабо информированы о правовых аспектах и различных течениях мысли на Западе, касающихся области прав человека, поскольку советское общество жило в условиях «железного занавеса» и цензуры. Диссидентское движение, существовавшее в СССР в те годы, состояло из разрозненных групп граждан, каждая из которых отстаивала свои интересы и выступала за отдельные права и свободы, затрагивающие эти группы: верующие различных конфессий боролись за право исповедовать свои верования, еврейское движение и советские немцы боролись за своё право выезда в Израиль и ФРГ и т. п.
В середине 1960-х годов, как часть диссидентского движения, в советском обществе начало зарождаться правозащитное движение. По оценке правозащитницы Алексеевой, в отличие от остальных диссидентов, основная деятельность правозащитников заключалась в публичном отстаивании прав и свобод граждан, гарантированных Конституцией СССР, вне зависимости от того, чьи конкретно права нарушались.
Первые правозащитные организации в СССР, созданные в начале 1970-х годов:
- Инициативная группа по защите прав человека в СССР была создана в мае 1969 года. Организация действовала от имени жертв репрессий советской власти, была распущена после ареста её основателя Петра Якира и суда над ним.
- В ноябре 1970 года Андреем Сахаровым и его коллегами по публикациям о нарушениях прав человека в СССР был основан Московский комитет по правам человека.
- Советский филиал «Международной амнистии» был открыт 6 октября 1973 года 11 московскими интеллигентами и был зарегистрирован лондонским секретариатом «Международной амнистии» в сентябре 1974 года.

### Хельсинкский период
Подписание Советским Союзом Заключительного Хельсинкского акта в 1975 году, в соответствии с которым СССР добровольно взял на себя обязательство соблюдать права и свободы граждан, послужило толчком для возникновения правозащитного Хельсинкского движения, которое зародилось вначале в СССР, а затем стало международным.
12 мая 1976 года группой из 11 правозащитников была основана Московская Хельсинкская группа с целью мониторинга соблюдения СССР гуманитарных статей Хельсинкского акта и предания гласности фактов нарушения прав человека в советском государстве. Группу возглавил советский физик, член-корреспондент АН Армянской ССР Юрий Орлов. Вслед за МХГ в 1976—1977 годах были созданы хельсинкские группы на Украине, в Литве, Грузии и Армении. В январе 1977 года по инициативе Петра Григоренко при МХГ была создана Рабочая комиссия по расследованию использования психиатрии в политических целях.
Через три дня после объявления о создании МХГ ТАСС опубликовал заявление «Провокатор предупреждён», в котором МХГ была названа «нелегальной антисоветской группой» для сбора и распространения «клеветнической антисоветской пропаганды». По оценкам правозащитников, участники МХГ подверглись жёстким преследованиям со стороны органов госбезопасности СССР. В течение четырёх лет существования в СССР хельсинкского движения был привлечён к уголовной ответственности весь первоначальный состав МХГ, а также новые члены группы, пришедшие на смену осуждённым. Часть правозащитников была депортирована из СССР, остальные получили различные сроки заключения в тюрьмах и исправительно-трудовых колониях, либо отправлены в ссылку. По оценке члена МХГ Петра Григоренко ещё большему удару подверглись национальные Хельсинкские группы. Были арестованы и отправлены в заключение почти все члены групп в Армении, Грузии, Литве и на Украине. Украинская Хельсинкская группа в ходе репрессий потеряла 17 человек при изначальном составе в одиннадцать участников и в 1981 году прекратила своё существование.
К концу 1981 года на свободе осталось лишь трое членов МХГ — Елена Боннэр, Софья Каллистратова и Наум Мейман. В сентябре 1981 года было заведено уголовное дело против Софьи Каллистратовой и члены группы заявили о прекращении своей работы ввиду её невозможности в сложившихся условиях.
Широкое обсуждение проблемы прав человека в советском обществе стало возможным в СССР после 1986 года с началом перестройки, когда появились тенденции перестроить отношения в социалистическом обществе, «дав простор гуманизму». 28 июля 1989 года правозащитники Лариса Богораз, Сергей Ковалёв, Вячеслав Бахмин, Алексей Смирнов, Лев Тимофеев, Борис Золотухин провозгласили о восстановлении деятельности Московской Хельсинкской группы.
В более поздний период истории мнения бывших правозащитников относительно своей деятельности разошлись. Некоторые из них склонны критически оценивать свою деятельность в тот период.
Олег Попов так отзывается о своей прошлой деятельности:

В то же время, многие из правозащитников (в том числе и автор статьи) не очень задумывались над тем, как их деятельность по информированию «Запада» о нарушениях прав человека в СССР может быть использована во вред своей стране, своему народу. Что они, хотят того или нет, принимают участие в информационной и идеологической войне, которую США и государства стран НАТО ведут против СССР с начала 50-х годов. Что, в отличие от правозащитников, западные стратеги холодной и «горячей» войн не «отделяют» советское руководство от советского народа. Что, если американские ракеты полетят на СССР, то упадут они не на головы членов политбюро, а на головы советских людей в Челябинске и Красноярске, Москве и Ростове. Что Советский Союз для американского истеблишмента — это колониальная империя, угнетающая нерусские народы. Ведь не случайно в принятой в 1959 году Конгрессом США «Декларации о порабощённых народах» есть все народы Советского Союза, включая мистическую «Казакию», кроме одного народа — русского.
Впоследствии известный диссидент, участник антисталинского заговора проф. А. А. Зиновьев утверждал, что «диссидентское движение было организовано Западом», что диссиденты «целились в коммунизм, попали в Россию», сожалел, что его исследования были использованы против СССР («Если бы я знал, что к этому дело приведёт, то не стал бы писать свои книги») и очень низко оценивал как моральные, так и интеллектуальные качества участников диссидентского движения
В преддверии вооружённого разгона Верховного Совета России в октябре 1993 года известная правозащитница Новодворская В. И. выражала мнение, что тему прав человека и правозащитники, и ЦРУ, и США использовали именно для развала СССР. Но теперь эта идея отслужила своё. А правами в полном объёме должны обладать не все люди, а только «приличные», а «неприличные (вроде Крючкова, Хомейни или Ким Ир Сена) — не должны».
Леонард Терновский считает, что крах СССР был обусловлен «банкротством большевистской идеологии», стал «интегральным результатом всего хода истории», а вовсе не правозащитники развалили страну советов, что диссидентство 60-80-х годов в деле распада СССР в конечном итоге оказалось бесплодным, но имело важное значение в духовном плане.

## Комментарии
1. ↑  См. также Георгий Константинович Жуков, Николай Фёдорович Ватутин, Игорь Васильевич Курчатов, Юрий Алексеевич Гагарин, Павел Алексеевич Черенков